# Список персонажей телесериала «Анатомия страсти»
Ниже приведён список актёров и персонажей телесериала «Анатомия страсти» (в дословном переводе «Анатомия Грей» — Gray’s Anatomy) с 1 по 15 сезоны.
| Актёр               | Персонаж           | Сезоны | Сезоны | Сезоны | Сезоны | Сезоны | Сезоны | Сезоны | Сезоны | Сезоны | Сезоны | Сезоны | Сезоны | Сезоны | Сезоны | Сезоны | Сезоны | Сезоны | Сезоны | Сезоны | Сезоны |
| Актёр               | Персонаж           | 1      | 2      | 3      | 4      | 5      | 6      | 7      | 8      | 9      | 10     | 11     | 12     | 13     | 14     | 15     | 16     | 17     | 18     | 19     | 20     |
| ------------------- | ------------------ | ------ | ------ | ------ | ------ | ------ | ------ | ------ | ------ | ------ | ------ | ------ | ------ | ------ | ------ | ------ | ------ | ------ | ------ | ------ | ------ |
| Эллен Помпео        | Мередит Грей       |        |        |        |        |        |        |        |        |        |        |        |        |        |        |        |        |        |        |        |        |
| Сандра О            | Кристина Янг       |        |        |        |        |        |        |        |        |        |        |        |        |        |        |        |        |        |        |        |        |
| Кэтрин Хайгл        | Иззи Стивенс       |        |        |        |        |        |        |        |        |        |        |        |        |        |        |        |        |        |        |        |        |
| Джастин Чэмберс     | Алекс Карев        |        |        |        |        |        |        |        |        |        |        |        |        |        |        |        |        |        |        |        |        |
| Т. Р. Найт          | Джордж О’Мэлли     |        |        |        |        |        |        |        |        |        |        |        |        |        |        |        |        |        |        |        |        |
| Чандра Уилсон       | Миранда Бейли      |        |        |        |        |        |        |        |        |        |        |        |        |        |        |        |        |        |        |        |        |
| Джеймс Пикенс мл.   | Ричард Веббер      |        |        |        |        |        |        |        |        |        |        |        |        |        |        |        |        |        |        |        |        |
| Исайя Вашингтон     | Престон Бёрк       |        |        |        |        |        |        |        |        |        |        |        |        |        |        |        |        |        |        |        |        |
| Патрик Демпси       | Дерек Шепард       |        |        |        |        |        |        |        |        |        |        |        |        |        |        |        |        |        |        |        |        |
| Кейт Уолш           | Эддисон Монтгомери |        |        |        |        |        |        |        |        |        |        |        |        |        |        |        |        |        |        |        |        |
| Сара Рамирес        | Кэлли Торрес       |        |        |        |        |        |        |        |        |        |        |        |        |        |        |        |        |        |        |        |        |
| Эрик Дэйн           | Марк Слоан         |        |        |        |        |        |        |        |        |        |        |        |        |        |        |        |        |        |        |        |        |
| Кайлер Ли           | Лекси Грей         |        |        |        |        |        |        |        |        |        |        |        |        |        |        |        |        |        |        |        |        |
| Брук Смит           | Эрика Хан          |        |        |        |        |        |        |        |        |        |        |        |        |        |        |        |        |        |        |        |        |
| Кевин Маккид        | Оуэн Хант          |        |        |        |        |        |        |        |        |        |        |        |        |        |        |        |        |        |        |        |        |
| Джессика Кэпшоу     | Аризона Роббинс    |        |        |        |        |        |        |        |        |        |        |        |        |        |        |        |        |        |        |        |        |
| Ким Рейвер          | Тедди Альтман      |        |        |        |        |        |        |        |        |        |        |        |        |        |        |        |        |        |        |        |        |
| Сара Дрю            | Эйприл Кэпнер      |        |        |        |        |        |        |        |        |        |        |        |        |        |        |        |        |        |        |        |        |
| Джесси Уильямс      | Джексон Эйвери     |        |        |        |        |        |        |        |        |        |        |        |        |        |        |        |        |        |        |        |        |
| Камилла Ладдингтон  | Джо Уилсон         |        |        |        |        |        |        |        |        |        |        |        |        |        |        |        |        |        |        |        |        |
| Гай Чарльз          | Шейн Росс          |        |        |        |        |        |        |        |        |        |        |        |        |        |        |        |        |        |        |        |        |
| Джеррика Хинтон     | Стефани Эдвардс    |        |        |        |        |        |        |        |        |        |        |        |        |        |        |        |        |        |        |        |        |
| Тесса Феррер        | Лея Мёрфи          |        |        |        |        |        |        |        |        |        |        |        |        |        |        |        |        |        |        |        |        |
| Катерина Скорсоне   | Амелия Шепард      |        |        |        |        |        |        |        |        |        |        |        |        |        |        |        |        |        |        |        |        |
| Келли Маккрири      | Мегги Пирс         |        |        |        |        |        |        |        |        |        |        |        |        |        |        |        |        |        |        |        |        |
| Джейсон Джордж      | Бен Уоррен         |        |        |        |        |        |        |        |        |        |        |        |        |        |        |        |        |        |        |        | TBA    |
| Джакомо Джианниотти | Эндрю Делюка       |        |        |        |        |        |        |        |        |        |        |        |        |        |        |        |        |        |        |        |        |
| Джина Дэвис         | Николь Герман      |        |        |        |        |        |        |        |        |        |        |        |        |        |        |        |        |        |        |        |        |
| Мартин Хендерсон    | Нейтан Риггс       |        |        |        |        |        |        |        |        |        |        |        |        |        |        |        |        |        |        |        |        |
| Марика Доминчик     | Элайза Минник      |        |        |        |        |        |        |        |        |        |        |        |        |        |        |        |        |        |        |        |        |
| Stefania Spampinato | Карина Делюка      |        |        |        |        |        |        |        |        |        |        |        |        |        |        |        |        |        |        |        |        |
| Крис Кармак         | Аттикус Линкольн   |        |        |        |        |        |        |        |        |        |        |        |        |        |        |        |        |        |        |        | TBA    |
| Грег Джерманн       | Томас Карасик      |        |        |        |        |        |        |        |        |        |        |        |        |        |        |        |        |        |        |        |        |
| Ричард Флуд         | Кормак Хейз        |        |        |        |        |        |        |        |        |        |        |        |        |        |        |        |        |        |        |        |        |

## Обзор
| Главные герои |

| Бывшие главные герои |

| Погибшие главные герои |

| Ступень            | Персонажи          | Актёры                | Должность / специализация | Участие                                                                                 | Серии |
| ------------------ | ------------------ | --------------------- | --- | --------------------------------------------------------------------------------------- | ----- |
| Интерны            | Джо Уилсон         | Камилла Ладдингтон    | | 09.01 — …                                                                               |       |
| Интерны            | Шейн Росс          | Гай Чарльз            | | 09.01 — 10.24                                                                           | 48    |
| Интерны            | Хизер Брукс        | Тина Мажорино         | | 09.01 — 10.02                                                                           | 26    |
| Интерны            | Стефани Эдвардс    | Джеррика Хинтон       | | 09.01 — 13.24                                                                           | 117   |
| Интерны            | Лия Мерфи          | Тесса Феррер          | | 09.01 — 10.24                                                                           | 48    |
| Младшие ординаторы | Лекси Грей         | Кайлер Ли             | Хирург-ординатор | 03.24 — 08.24, 17.10                                                                    | 111   |
| Младшие ординаторы | Мэган Ноулан       | Молли Киддер          | | 04.01; 04.03 — 04.04; 04.08; 04.13; 04.16 — 05.06; 05.08 — 05.09; 05.11 — 06.04         | 24    |
| Младшие ординаторы | Пирс               | Джозеф Уильямсон      | | 03.25 — 04.03; 04.08 — 04.10; 04.14; 05.03 — 05.06; 05.08 — 05.09; 05.13 — 05.15; 05.17 | 23    |
| Младшие ординаторы | Стив Мостоу        | Марк Сол              | | 04.01 — 04.04; 04.07 — 04.10; 05.01 — 05.10; 05.12                                      | 26    |
| Старшие Ординаторы | Мередит Грей       | Эллен Помпео          | Общий хирург, член совета директоров | 01.01 — …                                                                               |       |
| Старшие Ординаторы | Кристина Янг       | Сандра О              | Кардиохирург, член совета директоров | 01.01 — 10.24                                                                           | 220   |
| Старшие Ординаторы | Иззи Стивенс       | Кэтрин Хайгл          | Хирург-ординатор | 01.01 — 06.12                                                                           | 109   |
| Старшие Ординаторы | Джордж О’Мейли     | Теодор Реймонд Найт   | Хирург-ординатор | 01.01 — 05.24, 17.04                                                                    | 102   |
| Старшие Ординаторы | Алекс Карев        | Джастин Чэмберс       | Хирург-педиатр | 01.01 — 16.16                                                                           | 332   |
| Старшие Ординаторы | Эйприл Кэпнер      | Сара Дрю              | Хирург-травматолог | 06.05 — 14.24, 17.11, 18.20                                                             | 211   |
| Старшие Ординаторы | Джексон Эйвери     | Джесси Уильямс        | Пластический хирург, глава совета директоров | 06.05 — 17.15, 18.20                                                                    |       |
| Старшие Ординаторы | Сидни Хэрон        | Кэли Роша             | Общий хирург | 02.15; 03.07; 03.15 — 03.17; 03.21; 04.05; 04.08                                        | 8     |
| Хирурги            | Ричард Веббер      | Джеймс Пикенс младший | Заведующий отделением хирургии больницы «Сиэтл Грейс 01.01 — 08.02», общий хирург                                                                                      | 01.01 — …                                                                               |       |
| Хирурги            | Миранда Бейли      | Чандра Уилсон         | Общий хирург, глава хирургического отделения | 01.01 — …                                                                               |       |
| Хирурги            | Дерек Шепард       | Патрик Демпси         | Заведующий отделением нейрохирургии, нейрохирург, член совета директоров                                                                                               | 01.01 — 11.21, 17.03, 17.08, 17.13                                                      | 238   |
| Хирурги            | Оуэн Хант          | Кевин Маккидд         | Заведующий отделением травматологии, хирург-травматолог, заведующий отделением хирургии больницы «Сиэтл Грейс-Мерси Вест», «Грей-Слоан Мемориальный госпиталь» 08.02-… | 05.01 — 05.02; 05.05 — …                                                                |       |
| Хирурги            | Амелия Шепард      | Катерина Скорсоне     | Заведующая отделением нейрохирургии, нейрохирург | 07.03; 08.15; 10.21 — …                                                                 |       |
| Хирурги            | Маргарет Пирс      | Келли Маккрири        | Заведующая отделением кардиохирургии, кардиохирург | 10.23 — …                                                                               |       |
| Хирурги            | Марк Слоан         | Эрик Дэйн             | Заведующий отделением пластической хирургии, пластический хирург, хирург-отоларинголог                                                                                 | 02.18; 03.02 — 09.02,17.10                                                              | 138   |
| Хирурги            | Тедди Альтман      | Ким Рейвер            | Заведующая отделением кардиохирургии, кардиохирург | 06.09 — 08.24; 14.01 — 14.02; 14.05; 14.17; 14.24 — …                                   |       |
| Хирурги            | Эддисон Монтгомери | Кейт Уолш             | Заведующая отделением реанимации новорождённых, гинеколог, генетик | 01.09 — 03.25; 04.13; 05.15 — 05.16; 06.11; 07.18; 08.13; 18.03; 18.04                  | 61    |
| Хирурги            | Аризона Роббинс    | Джессика Кэпшоу       | Заведующая отделением детской хирургии, хирург-педиатр, член совета директоров, фетальный хирург                                                                       | 05.11 — 05.14; 05.16 — 07.07; 07.10 — 14.24                                             | 226   |
| Хирурги            | Кэлли Торрес       | Сара Рамирес          | Хирург — ортопед, член совета директоров | 02.19 — 03.01; 03.03 — 03.21; 03.23 — 12.24                                             | 240   |
| Хирурги            | Престон Бёрк       | Исайя Вашингтон       | Заведующий отделением кардиохирургии, кардиохирург | 01.01 — 03.25, 10.22                                                                    | 62    |
| Хирурги            | Эрика Хан          | Брук Смит             | Заведующая отделением кардиохирургии, кардиохирург | 02.25; 04.05 — 05.07                                                                    | 25    |

## Главные герои
Мередит Грей (англ. Meredith Grey, Эллен Помпео)
Общий хирург больницы «Грей-Слоан Мемориальный госпиталь», заведующая отделением общей хирургии. Член совета директоров больницы «Грей-Слоан Мемориальный госпиталь»
Мередит — дочь хирурга с мировым именем доктора Эллис Грей, которая страдает от болезни Альцгеймера и не может больше работать, и Тэтчера Грея. Детство, пока мать работала в «Сиэтл Грейс», она провела в Сиэтле. Когда Мередит было пять лет, отец оставил их семью. Вскоре после этого Эллис Грей вместе с Мередит переехали в Бостон. Училась в Дартмутском колледже.
Она провела ночь с Дереком Шепардом ещё до того, как начался её первый день стажировки в больнице. Для неё было потрясением узнать, что он — ведущий нейрохирург, и теперь она будет работать с ним каждый день. Она влюбилась в него, но вскоре обнаружилось, что он женат. Ведь в Сиэтл приехала его жена Эддисон, для того чтобы тоже начать работу в «Сиэтл Грейс».
Вместе с ней в её доме живут друзья, её коллеги Иззи Стивенс и Джордж О’Мейли (поначалу).
Мередит пыталась построить отношения с ветеринаром по имени Финн (актёр Крис О’Доннелл), но в конце концов возвратилась к Дереку. Вскоре умирает её мать — Эллис Грей. В это время жизнь самой Мередит также подвергается серьёзной опасности: она упала в залив и почти утонула, когда вместе с другими врачами оказывала помощь людям при крушении парома. К счастью, Дерек и другие доктора смогли её спасти. Благодаря стараниям Сьюзен, второй жены своего отца, Мередит почти наладила отношения с ним и его новой семьёй. Но вскоре Сьюзен скоропостижно умирает во время дежурства Мередит, и она переживает новый приступ неуверенности в себе и в своих чувствах к Дереку. Мередит и Дерек решают жить вместе, но оказывается, что это не так-то просто даже для любящей пары. В больницу приходит на стажировку единокровная сестра Мередит — Лекси Грей. Их отношения складываются достаточно сложно, потому что Мередит не признаёт в Лекси свою сестру и первое время отвергает её попытки сближения. Однако Лекси не останавливается, добивается расположения Мередит и переезжает жить к ней в дом. В конце пятого сезона они с Дереком расписываются на стикерах, но официально женятся только в седьмом сезоне. После смерти Джорджа и ухода Иззи к Мередит в дом также переезжают Алекс, Эйприл и Джексон. В шестом сезоне, когда Гэри Кларк устраивает перестрелку, у неё из-за напряжения и нервов случается выкидыш, и потом она долго не может забеременеть. Главврач Ричард Веббер предлагает Мередит продолжить исследования её матери в области диабета, но она отказывается и вместе с Дереком начинает исследование болезни Альцгеймера.
Когда у жены Ричарда Адели проявляются симптомы болезни Альцгеймера и она получает место в исследовании Дерека, Мередит решает подменить документы, чтобы Адель получила лекарство, а не плацебо. Мередит и Дерек решают удочерить осиротевшую девочку из Малави по имени Зола и пожениться официально. Когда правда о фальсификации Мередит выходит наружу и проект передают другому врачу, Дерек приходит в ярость и говорит ей, что не может воспитывать ребёнка вместе с ней. Об этом узнают в службе опеки и забирают Золу. Ричард берёт на себя вину за фальсификацию, чтобы защитить Мередит, и уходит с поста главного хирурга. Вскоре Дерек и Мередит мирятся и хотят вернуть Золу, но опасаются худшего, когда судья отменяет слушание по делу удочерения Золы. Когда Дерек предлагает Мередит взять другого ребёнка, она говорит, что не хочет другого ребёнка, кроме Золы. Они оба в восторге, когда служба опеки возвращает им Золу. В девятом сезоне у неё получается забеременеть и в конце сезона она рожает мальчика — Бейли Грей Шепарда. В одиннадцатом сезоне Дерек умирает, а Мередит через несколько месяцев рожает девочку и называет её в честь своей матери — Эллисон Грей Шепард. Мередит не может вынести смерть мужа, забирает детей и уезжает никому ничего не сказав. Однако, когда она рожает Элисон к ней приезжает Алекс и забирает обратно в Сиэтл. Живёт вместе с сестрой Дерека Амелией и своей сводной сестрой Мэгги в доме своей матери, Алекс часто бывает у них и поддерживает Мередит. В 12 сезоне на Мередит нападает находившийся в бессознательном состоянии пациент и сильно избивает, друзья спасают её, она долго лечится в больнице. Когда этот мужчина приходит извиниться, то говорит, что ничего не помнит, потому что был в припадке, Мередит его прощает. После смерти Дерека Мередит долгое время была одна, потом она проводит ночь с доктором Уилом Торпом, хирургом, которого встретила во время авантюрной операции по ампутации ноги, однако потом она просит его дать ей время прийти в себя и не хочет начинать с ним встречаться. Позже она переспала с Нэйтаном Риггсом, однако, когда узнала о симпатии Мегги к нему, отступилась, хотя симпатия к нему у неё всё же есть. Поддерживала Алекса, когда ему грозила тюрьма, и поселила его в своём доме. Долгое время не может разобраться в своих чувствах к Нэйтану, но потом всё-таки признаётся Мегги, что они вместе. Когда появляется Меган, бывшая невеста Риггса, Грей советует ему снова попросить её руки, он уезжает к Меган в Лос-Анджелес. В 14 сезоне Грей получает премию Харпера Эйвери, но забрать за неё едет Джексон, потому что у Мередит есть срочная работа. Появляется доктор Сирон, которая хочет убедить Мередит, что Элис Грей получила свою вторую награду Харпера Эйвери за украденную идею. Сирон отказывается помогать Грей с полимерами до тех пор, пока Грей публично не признаёт свою мать аферисткой и не переименует «метод Грей» в «метод Грей-Сирон». Грей лечит доктора Ника Марша, которому трансплантировали почку, общение с ним вызывает у неё чувство родственной души, как было у неё с Дереком. Из-за ситуации с Сирон Мередит подумывает вернуть мамину вторую награду Харпера Эйвери. Когда выясняется история с домогательствами Харпера к его подчинённым, Мередит решает отдать все награды — две маминых и одну свою, — чтобы больше не быть причастной к Харперу Эйвери. Также она публично заявляет о махинациях своей матери и переименовывает «метод Грей-Сирон».
В 15 сезоне начинает отношения с Эндрю деЛюкой. При лечении ребёнка, которому не смогли оформить детскую страховку из-за бюрократии, подделывает документы и оплачивает операцию страховкой Золы. Когда об этом становится известно, Эндрю берет ответственность на себя, но она решает признаться и Бэйли увольняет ее из Грей-Слоан. В 16 сезоне ей назначают исправительные работы и ставится вопрос об отзыве лицензии хирурга. Отправляет свои заметки о нарушениях в Грей Слоан журналисту, но те печатают "грязную бомбу". Из-за попытки объясниться с Бейли, уходит с исправительных работ и попадает в тюрьму, из которой после выходит. На суде выигрывает и ей оставляют лицензию, а Бейли приглашает обратно на работу. В конце сезона подозревает, что у ДеЛюки проявляются психологические признаки, как и у отца, и он её бросает. В 17 сезоне тяжело переболела ковидом. В 18 сезоне Мередит предлагают работу в Миннесоте  по исследованию болезни Паркинсона. Она соглашается приезжать на день в неделю, при этом приглашая с собой Амелию Шепард и Карасика. Там встречает доктора Ника Марша, с которым у них завязывается роман. Исследование и операция проходят хорошо, их статью публикуют, после чего для Мередит выделяют гранты на другие исследования в Миннесоте. Она соглашается переехать, но немного повременив, пока комиссия не закончит работу в Грей Слоан. Но комиссия узнает, что она собирается уехать и приостанавливает работу ординатуры.
Александр «Алекс» Майкл Карев (в переводе «СТС» — Кареев) (англ. Alexander «Alex» Michael Karev, Джастин Чэмберс)
Детский хирург больницы «Грей-Слоан Мемориальный госпиталь».
У матери Алекса было психическое заболевание, а его отец постоянно отсутствовал и принимал наркотики, а когда приходил домой постоянно бил Алекса, его младшего брата Аарона и младшую сестру Эмбер. Алекс побывал в 17 приёмных семьях. Позже у его брата Аарона была выявлена шизофрения.
Повзрослев достаточно, чтоб дать отцу отпор, он избивает его и выгоняет из дома чтоб защитить брата и сестру. С первого дня интернатуры показал себя безответственным и безнравственным, а также весьма циничным. Это было лишь прикрытием для множества психологических травм, на самом деле Алекс хороший парень, он трепетно относится к детям, однажды чтоб спасти недоношенную девочку, он сутки держит её на руках, не имея возможности поспать. Узнав в Иззи модель, рекламировавшую бельё, он развесил её фотографии из журнала в гардеробной. Впоследствии у Карева и Стивенс был небольшой роман.
В третьем сезоне он влюбляется в свою пациентку Ребекку, которую спас от верной смерти на пароме, но потом оказалось, что она ушла от мужа и ребёнка, а затем у неё начались психические проблемы, поэтому им пришлось расстаться. Позже у него был небольшой роман с Эддисон, но Алекс оказался не тем, кто был нужен Эддисон.
Пятом сезоне женился на Иззи и был с ней вместе весь сложный период, когда она лечилась от рака. Но потом Иззи ушла от него и уехала домой к матери.
В шестом сезоне встречается с Лекси Грей. При попытке Иззи начать всё заново, говорит ей, что любит её, и что прошёл с ней многое, но не хочет продолжать. В попытке забыть Иззи спит с Лекси, они даже пытаются начать встречаться, но он всё равно любит Иззи. В конце шестого сезона Гэри Кларк серьёзно ранит Алекса в грудь но его спасают Марк и Лекси.
Находясь без сознания, зовёт Иззи, это слышат Лекси и Марк. Порывает с Лекси из-за её эмоциональных срывов после бойни в больнице и из-за своего потрясения после ранения. В седьмом сезоне рассказывает Оуэну, что Мередит поменяла конверты в испытании Дерека и из-за этого его начинает ненавидеть пол больницы.
В восьмом сезоне опаздывает на экзамен, но всё-таки сдаёт его и становится детским хирургом. Алексу предлагают работать в Больнице Джонса Хопкинса он соглашается, но когда Аризона узнаёт об этом, то садится на тот самолёт вместо Алекса и попадает в авиакатастрофу, вследствие чего лишается ноги.
В девятом сезоне он влюбляется в девушку-интерна Джо Уилсон и долго не может признаться ей в любви из-за своих прошлых любовных неудач. Но потом всё-таки признаётся, и они целуются. Вместе с Джо покупают квартиру и живут в ней. Поддерживает Мередит после смерти Дерека, они сильно сближаются. В десятом сезоне встречает своего отца, который умирает из-за Шейна, а также начинает Частную практику и постоянно приходит к Аризоне, чтобы красть её пациентов. Позже возвращается в больницу. Кристина оставляет ему свою долю акций больницы, когда уезжает в Швейцарию, и теперь Алекс надеется получить место в совете директоров, но его получает Бейли. Несколько раз делал предложение Джо, но она ответила полным отказом. Однажды он решил вернуться, но увидел, как на ней пьяной лежит интерн Делюка, Алекс неправильно истолковал ситуацию и избил его. Позже Де Люка подал в суд на Карева, его судили за причинение особо тяжких. Пока суд не принял решение, Карева отстраняют от операций и посылают работать в клинику Денни Дукетта на простых процедурах, он очень недоволен. Ругается с Джо и съезжает к Мередит, которая его поддерживает. Когда Эндрю снимает обвинения, Алекса возвращают на прежнее место. Джо рассказывает ему про мужа, и он находит его, но ничего ему не говорит, после Алекс и Джо мирятся и снова живут вместе. Джо сама делает ему предложение, они планируют свадьбу. В финале 14 сезона выясняется, что его мать по непонятным причинам пришла в себя и даже работает на прежней работе в библиотеке, Алекс едет с Джо навестить её и приглашает на свадьбу. Свадьба срывается, и их женит Мередит на пароме.
В 15 сезоне становится временным шефом хирургии вместо Бэйли. Он спасает мальчика с «золотой» группой крови. Берет совместно с Мередит и Вебером ответственность за подделку страховки и Бэйли его увольняет. В 16 сезоне начинает работать с Вебером в больнице Пасифик Норд Вест. Вместе с Джо забывают подать документы на свадьбу и по итогу женятся в начале 16 сезона. Исчезает на некоторое время, а в 16 серии 16 сезона Алекс присылает письма Мередит, Джо и Бейли, в которых рассказывает о своём воссоединении с Иззи на ферме в Канзасе. Оказывается, 5 лет назад Иззи использовала оплодотворённые Алексом яйцеклетки и родила ему близнецов. В письме к Джо прилагаются документы на развод и оставляет ей свою долю акций больницы.
Эйприл Кэпнер (англ. April Kepner, Сара Дрю)
Хирург-травматолог больницы «Грей-Слоан Мемориальный госпиталь».
Эйприл родилась в городке Колумбус штат Огайо. Её мать, Карен -учительница, а её отец, Джо — фермер. У Эйприл есть три сестры — Либби, Кимми и Элис.
Появляется после слияния больниц «Сиэтл Грейс» и «Мерси Вест» вместе с Джексоном Эйвери, Рид Адамсон и Чарльзом Перси. Вначале постоянно таскает с собой красный дневник, потом прекращает.
Сначала её ошибка приводит к смерти пациентки, и Ричард Веббер её увольняет. Потом, когда Дерек Шепард становится временным шефом хирургии, она возвращается к работе.
Впечатлившись поступком Шепарда, начинает испытывать к нему благоговение, похожее на влюблённость, Эйвери это замечает и подшучивает над девушкой. Мередит немного ревнует её к Дереку. Эйприл красивая девушка, девственница в свои двадцать восемь, и очень верующая, она очень эмоциональна и часто плачет, добра в пациентам и коллегам.
Эйприл готовит для детей-пациентов из Африки привычную для них еду — кукурузную кашу — чтоб они чувствовали себя комфортно в чужой стране. В финале шестого сезона сталкивается лицом к лицу с обезумевшим стрелком в больнице, под дулом пистолета ей удаётся уговорить его не стрелять. Из-за бойни переживает эмоциональное потрясение. В больнице больше всего дружит с Эйвери и Хантом. Девушка обладает организаторскими способностями, это замечает Хант, которому Веббер поручил выбрать старшего ординатора. В седьмом сезоне Хант назначает её главным ординатором.
Коллеги не воспринимают её как начальника, они часто обижают её, Эйвери поддерживает Кэпнер в её первый день на посту старшего ординатора. Хант становится наставником девушки, потому что она решила выбрать травматологию. Фанатка Кэтрин Эйвери — уролога и матери Джексона. В восьмом сезоне накануне экзамена по врачебной аккредитации Эйприл находится в столь боевом настроении, что устраивает с одним парнем драку в баре, а потом проводит ночь с Джексоном Эйвери, он становится её первым мужчиной. На экзамене очень нервничает и ошибается, думает, что Иисус отвернулся от неё потому что она нарушила клятву не вступать в интимные отношения до свадьбы. Экзамен прошёл неудачно, и Эйприл отказывают все больницы, которые до этого предлагали ей работу, даже «Сиэтл Грейс». После смерти Слоана и Лекси Грей Хант просит Кэпнер опять выйти на работу. Она не может побороть желание быть с Эйвери, и они начинают встречаться, однако девушка постоянно винит себя, что такие отношения — грех. Джексон злится, что Эйприл считает его своей ошибкой, и они расходятся. Она начинает встречаться с парамедиком Метью Тейлором, который в конце девятого сезона очень красиво делает ей предложение, и она соглашается, но когда Джексон чуть не погибает при взрыве автобуса, она осознаёт свои чувства и просит Джексона дать ей причину не выходить замуж за Метью.
В десятом сезоне во время свадьбы Эйприл с Метью Джексон признаётся ей в любви, и они женятся, потом под конец сезона она узнаёт, что беременна. Мать Эйвери считает, что девушка вышла замуж за его сына ради денег, и предлагает паре подписать брачный контракт, что они и делают на весьма взаимовыгодных условиях. Эйприл очень религиозна, а её муж не верующий, это становится причиной многих разногласий в семье. У ребёнка обнаруживают неизлечимую болезнь, несовершенный остеогенез, Эйприл постоянно плачет и молится. Сына они называют Сэмюель Норберт Эйвери. Пара решается на прервать беременность на 24 недели, и малыш умирает через несколько минут после рождения. Чтобы оправиться от потери, Эйприл отправляется вместе с Оуэном Хантом в командировку в Ирак (22х11 сезон). Очень долгое время проводит в Ираке, позже возвращается, но снова уезжает. После приезда отношения с Джексоном накаляются и вскоре они разводятся. Эйприл чересчур принципиальна, она предпочитает всё решать сама, из-за этого их отношения с Джексоном стали просто невыносимы, несмотря на любовь, они больше не понимают друг друга. В день развода до того, как подписала бумаги, Эйприл узнаёт, что беременна, но всё равно подписывает. Мать Джексона хочет начать процесс против Эйприл и отсудить у неё ребёнка. Узнав это, Эйприл оформляет судовой запрет приближаться к ней, однако Джексон не хочет воевать за ребёнка, и они мирятся. Она рожает здоровую дочь, Джексон ей помогает и они живут вместе. Дочь назвали Хариэт Кэпнер-Эйвери. Эйприл пытается ходить на свидания, Джексон её поддерживает в этом. В 13 сезоне Бейли временно назначает её шефом общей хирургии вместо Мередит. Заметила, что Мегги неравнодушна к Эйвери, и посоветовала ей признаться ему. Совместно с Джексоном решают разъехаться чтоб дать друг другу немного личного пространства. В 14 сезоне случайно встречает Метью, когда его жену-роженицу привозит скорая, жена умирает от осложнений, успев родить ему дочь. После этого из-за стресса Эйприл переспала с интерном Виком, потом — с доктором Карасиком. Веббер поручает ей курировать конкурс хирургических новшеств, учреждённый Бейли. Эйприл переживает кризис веры и чувствует себя несчастной, поэтому пытается развлекаться, выпивая в баре, и приходит на работу с похмельем, умирающий раввин возвращает её на путь веры. В больнице появляется Метью, его дочь больна, но причину понять не могут, Эйприл ставит правильный диагноз, спасая ей жизнь. Уезжает на выходные работать волонтёром в загородную больницу с Метью, по пути назад их машина переворачивается, Эйприл успела вызвать скорую и свалилась в овраг, у неё сильное переохлаждение, у Метью много травм. Их обоих удалось спасти, оказалось, что они начали встречаться, они снова полюбили друг друга после всех пережитых горестей. Эйприл уходит из больницы и занимается лечением больных в общинах бездомных. На свадьбе Алекса и Джо Метью делает ей предложение, и они женятся. В 11 серии 17 сезона выясняется, что Эйприл и Метью разошлись. Соглашается уехать вместе с Джексоном в Бостон. В 20 серии 18 сезона выясняется, что снова встречается с Джексоном.
Джексон Эйвери (англ. Jackson Avery, Джесси Уильямс)
Пластический хирург больницы «Грей-Слоан Мемориальный госпиталь», отоларинголог, заведующий отделением пластической хирургии. Глава совета директоров больницы «Грей-Слоан Мемориальный госпиталь».
Появляется в пятой серии шестого сезона после слияния больниц «Сиэтл Грейс» и «Мерси Вест». Потомственный хирург, внук знаменитого Харпера Эйвери, дед называет его Джеки. Джексон иногда страдает от родства с гением, он не говорит никому про своё происхождение, пока в больницу не попадает его дед, и правда раскрывается. У него властная мать, которая подозревает каждую его девушку в меркантильности, потому что их семейство при деньгах, его с детства готовили на роль одного из управляющих фондом Харпера Эйвери. Появившись в «Сиэтл Грейс», он представляет собой молодого ординатора, который иногда допускает ошибки, но готов учиться и очень хочет участвовать в операциях. Периодически ведёт себя излишне высокомерно, он улыбчив и любит подшучивать над окружающими. В операционной всегда решителен и спокоен. В шестом сезоне Джексон, впечатлившись талантом Кристины Янг, пытается добиться её внимания, но у Кристины есть Хант. Признался Лекси, что он самый симпатичный в своей семье, но не самый умный; семья считала его просто красавчиком и не ждала ничего, поэтому ему пришлось доказывать что он настоящий врач. В последней серии шестого сезона вместе с Янг проводит экстренную операцию на сердце Шепарда под дулом пистолета обезумевшего мужа покойной пациентки ради мести. Когда стрелок врывается в операционную, лишь Джексон смог успокоить его и тем самым спас жизни Янг, Ханту, Дереку, беременной Мередит и другим в операционной. После произошедшего испытывает психологические проблемы, как и остальные. Перси и Адамсон убиты, кошмары мучают его каждую ночь, он кричит во сне. Это сказывается на его работе, он делает ошибки. Он дружит с Эйприл, и когда узнаёт, что Алекс пытался склонить её к первому сексу, разбивает ему лицо. Когда необходимо оперировать парня, который открыл огонь в колледже, Джексон отказывается оперировать его, Янг и Тедди делают это вдвоём. Позже Джексон пересматривает своё решение, понимая, что как и Янг, и Тедди, он давал клятву и обязан лечить всех. Марк относится к нему с пренебрежением, но просит помочь помириться с Лекси Грей, вместо этого Джексон сам начинает с ней встречаться. Впоследствии он порывает с ней из-за её любви к Марку Слоану. Джексон принимает участие в эксперименте Веббера и, как только понимает, что эксперимент будет удачным, отказывается дальше этим заниматься, поскольку хочет чтоб награду Харпера Эйвери за этот эксперимент дали Вебберу, а не ему. Когда Бейли решает провести командный тренинг так называемый «Гантер» для улучшения совместной работы Янг, Карева, Кепнер и Эйвери, то Эйвери становится «Гантером» — лидером группы, он проявляет управленческие качества и координирует операцию по ампутации ноги пациентке. Однако когда нужно исправить заячью губу младенцу, он пасует и отдаёт операцию Слоану, потому что боится испортить ребёнку внешность. Когда мать критикует его выбор стать пластическим хирургом, Слоан говорит ей, что у Джексона есть к этому талант. У них с Марком образуется нечто вроде дуэта пластических хирургов, Марку нравится учить Джексона, а Джексону — учиться у Марка. Когда Эйвери порывает с Лекси, работать со Слоаном ему становится ещё проще. Накануне экзамена понимает, что чувствует притяжение к Эйприл, и они проводят ночь вместе. Когда Эйприл отказывают в работе все больницы после неудачи на экзамене, он очень переживает. Ему предлагают работу в Университете Тулейна, но он никуда не едет. Эйприл была уволена, а потом возвращена на работу, Эйвери очень зол, что девушка делает вид, будто между ними ничего не было. Джексон понимает, что перепутал любовь с дружбой и держать дистанцию у него не получается, и они начинают встречаться. Кэпнер считает, что такие отношения Иисус считает грехом, и они расстаются. Встречался с интерном Стефани Эдвардс, хотя всё ещё был неравнодушен к Эйприл. В девятом сезоне больнице «Сиэтл Грейс» грозит продажа, поэтому компания докторов придумывает план как выкупить больницу раньше конкурентов, однако им не хватает средств. Веббер подключает к делу Кэтрин Эйвери, и она вкладывает средства фонда Харпера Эйвери в покупку больницы, фонд покупает львиную долю акций, что означает, что фонд будет владеть больницей. Кэтрин делает Джексона представителем фонда, и он автоматически становится главой совета директоров новой больницы, так, неожиданно для всех и самого себя, Джексон становится большим боссом. Теперь он должен одновременно выполнять рекомендации фонда и заново найти общий язык со своими друзьями. Он не хотел для себя такой ответственности, но мать всё решила за него. Как любой руководитель, он сталкивается с волной критики и негодования. Джексон предлагает переименовать больницу «Сиэтл Грейс — Мерси Вест» в «Грей-Слоан Мемориальный госпиталь», его поддерживает совет директоров. Во время шторма возле больницы переворачивается автобус, Джексон спасает девочку, едва не угодив под взрыв. Перед смертью Марк дал Джексону совет говорить тому, кого любишь, о своей любви, даже если боишься последствий, и Эйвери неожиданно даже для самого себя вспоминает этот совет в день свадьбы Эйприл и Метью. В двенадцатой серии десятого сезона во время церемонии Джексон признаётся Эйприл, что всегда её любил, и они сбегают вместе и женятся на следующий день. На работе они решают никому ничего не говорить, но когда вводят запрет на служебные романы, им приходится признаться. Джексон не верит в Бога, но ради жены соглашается ходить каждое воскресенье в церковь с ней и их будущими детьми. В конец сезона Эйприл узнаёт, что беременна. У ребёнка обнаруживают несовершенный остеогенез, Джексон в шоке, он плачет и даже идёт в часовню, чтоб просить у Бога помощи его сыну. Пара решается прервать беременность на 24 неделе, и малыш умирает через несколько минут после рождения. Эйприл решает поехать с Хантом в Ирак на 3 месяца, но поездка затягивается на целый год. По возвращении Эйприл снова хочет уехать, но Джексон предлагает эй выбор — или она остаётся, или развод, Эйприл решает уехать. Джексон чуть не уехал за ней, но опоздал на самолёт. Когда Эйприл спустя три месяца возвращается, Джексон понимает, что его жена изменилась и он не узнаёт её. Эйвери какое-то время злится на Ханта, который подал Эйприл идею поехать в Ирак. Он предлагает жене съехать с их квартиры, а когда она отказывается — съезжает сам к Миранде и Бену. Кэпнер говорит, что готова на всё, чтоб вернуть его и всё ещё любит его, но Эйвери очень зол из-за того, что Эйприл всё решает сама — сначала уезжает без его согласия, потом решает начать всё заново. Он не верит в возможность всё вернуть, и оформляет пакет документов для развода. Однажды Джексон пригласил Эйприл на встречу, чтоб обсудить развод, но вместо этого они переспали. Развод всё-таки состоялся, Джексон хочет всё забыть и начать жить заново, он даже уже один раз был на свидании. Он узнаёт от Аризоны о беременности Эйприл, лишь когда она уже на двенадцатой неделе. Когда Эйприл оформляет запрет приближаться к ней, Эйвери первым идёт на примирение, он не хочет воевать, будет помогать Эйприл и быть рядом всю беременность и воспитывать ребёнка после родов. Они живут втроём в доме Джексона. В 13 сезоне находит отца, который бросил его очень давно и теперь управляет баром в Монтане. Отец даже не узнал его при встрече, Джексон рассказывает ему о себе, о своей дочери, понимает, что отец прекрасно жил всё это время без него, и уезжает, не дав отцу шанса на примирение. Лечил совместно с Грей приёмную мать Мегги от рака груди. После смерти деда получает в наследство четверть миллиарда долларов и приобретает крутую машину, новую квартиру и яхту «Морской всадник» чтоб хоть как-то отвлечься от мысли, что он несчастен. На волне восторга Джексон предлагает Бейли учредить конкурс хирургических новшеств и тайно отдаёт половину своего наследства в качестве награды победителю, но сам тоже хочет участвовать. Ему нравится Мегги, но обстоятельства не дают им шанса быть вместе — после женитьбы Кэтрин и Ричарда она стала его сестрой, рядом работает Эйприл, а дома его ждёт их совместная дочь. Когда выясняется, что бойфренд Мегги женат, Джексон понимает, что глупо отстраняться от любимого человека, и они начинают встречаться тайно, пока их не застают в кладовой Ричард и Кэтрин. Джексон озадачен поведением нейробиолога Ребекки Фрой, которая отказывается работать вместе с Шепард. Оказывается, у Фрой было некое соглашение с Харпером Эйвери, о котором Джексон не слышал. В отместку Фрой он даёт юристам команду расторгнуть это соглашение, каким бы оно ни было, но оказывается, что Харпер Эйвери домогался Фрой, когда она работала на него, чтоб Фрой не дала делу огласку, он с ней договорился, но стараниями Джексона эта сделка аннулирована. Фрой публично открывает страшную правду: не она одна подверглась домогательствам со стороны Харпера — соглашение подписали 13 женщин. Когда открывается старая скандальная история с домогательствами Харпера Эйвери к коллегам и подчинённым, открывается и правда о призе конкурса новшеств, окружающие считают, что Джексон отдал свои деньги ради выгоды, но он просто хотел сделать доброе дело. Пострадавшие женщины предъявляют фонду Эйвери много исков, семейству Эйвери грозит разорение, история становится достоянием общественности, скандал вокруг этого удаётся унять только после выплаты ущерба и реорганизации фонда — теперь он будет называться фондом Кэтрин Фокс и преследовать другие цели, а также обещания вернуть пострадавшим возможность работать в медицине. Джексон сохраняет часть своего капитала в неприкосновенности, пытаясь обеспечить будущее своей дочери, и ему придётся продать яхту и остальное, всё наследство деда ушло на выплаты пострадавшим. Когда в больницу привезли чуть живую Эйприл, Эйвери молится и обещает стать верующим, если Бог вернёт Эйприл к жизни.
Присутствует как свидетель на ее свадьбе с Мэтью.
В 15 сезоне развиваются его отношения с Мэгги, он признаётся ей в любви и предлагает съехаться. Сам Джексон переживает кризис веры, после того, как Эйприл выжила, а его самого спас ДеЛюка от сбиения автомобилем. В итоге они с Мэгги расстаются и он начинает ухаживать за парамедиком из их больницы. В 17 сезоне происходит слом Джексона, по итогу чего принимает решение возглавить фонд и переехать в Бостон. С ним уехали Кэпнер и Карасик. В 20 серии 18 сезона выясняется, что он снова встречается с Эйприл.
Миранда Бейли (англ. Miranda Bailey, Чандра Уилсон)
Общий хирург, старший ординатор, заведующая отделением хирургии с 12 сезона, член совета директоров больницы «Грей-Слоан Мемориальный госпиталь».
Очень энергичная и позитивная, хотя часто бывает не в духе. За жестокое обращение с интернами получила прозвище «Нацист» (англ. Nazi). Но несмотря на это пользуется всеобщим уважением и даже отчасти любовью, поскольку всегда справедлива и защищает своих подопечных. Во время одной из операций оказалось, что Миранда боится пауков. В начале сериала живёт с мужем, затем у них появляется ребёнок. В день родов муж Бейли попадает в аварию, спеша к жене в больницу, Дерек делает ему срочную операцию на мозге. Узнав о случившемся. Миранда отказывается рожать, но О’Мелли удаётся её уговорить, он помогает принимать роды. Своему сыну Бейли даёт второе имя Джордж в честь О’Мелли. Муж Миранды благополучно выздоравливает. Из-за недосмотра со стороны родителей, на сына Миранды падает полка с книгами, причиняя ему серьёзные травмы, жизнь ребёнка висит на волоске. В больнице сделали всё возможное, и ребёнок полностью выздоровел. Из-за того, что Миранда постоянно пропадает на работе, её семейная жизнь разлаживается, муж уходит. Единственной отдушиной для Бейли становится работа. Бейли очень привязывается к больной девочке, которой нельзя помочь, и после её смерти думает перевестись с детскую хирургию. Веббер пытается удержать её, а Аризона настаивает на переводе. События с больной девочкой и решение Джорджа работать военным травматологом психологически давят на Бейли, она плачет и говорит Вебберу, что видела очень много бед, а её муж сбежал всего лишь из-за семейных проблем, что её муж — слабый. В шестом сезоне у неё начинается роман с привлекательным молодым анестезиологом Беном Уореном. Стала свидетелем перестрелки в больнице, устроенной мужем покойной пациентки ради мести. Стрелок чуть не пристрелил её, но она притворилась медсестрой, зато ранил в живот Перси. Миранда пытается помочь Перси, но уже слишком поздно, он умирает у неё на руках от потери крови. Перси просит Миранду передать Рид, что она ему нравилась, но Бейли не смогла этого сделать — в этой же бойне Рид была убита первой. Из-за психологических проблем после перестрелки, Миранда уезжает с сыном к своей матери, оставляя Бена, они расходятся. В седьмом сезоне у Бейли начинается роман с медбратом Илаем, но эти отношения прерываются вскоре после очередного появления Бена в поле зрения Миранды. В девятом сезоне она выходит замуж за Бена Уорена. В конце сезона у Бейли обнаруживают стафилококк, которым она случайно заражает пятерых своих пациентов из-за бракованных перчаток «Пегаса», из-за этого Бейли долго не хочет оперировать, но ей приходится преодолеть свой страх и спасти Мередит от смерти. В 11 сезоне её принимают в совет вместо Кристины Янг, а в 12 сезоне становится зав. хирургии. В 14 сезоне от нагрузок у неё случается сердечный приступ, она сама диагностирует его и ложится в больницу «Сиэтл Прес» подальше от своих коллег, ей делают операцию, и она выздоравливает. Бейли решает отдохнуть от бумажной работы и предлагает Тедди место исполняющего обязанности шефа хирургии.
В итоге место временного шефа хирургии отдаёт Алексу Кареву. Впоследствии возвращается на свою должность. Дает ход делу о подделке страховки и увольняет Мередит Грей, Веббера и Карева. В 16 сезоне выясняется, что беременна от Бена, но она теряет ребенка. Они с Беном усыновляют 18-летнего пациента больницы. В 5 серии 18 сезона происходит взрыв на газопроводе, в результате которого погибает коллега Бена. Последним его желанием было удочерение Беном и Бейли его маленькой дочери. Они это сделали. В Грей Слоан острая нехватка врачей, крови, а также из-за жалоб поступающих на программу обучения, приезжает сертификационная аттестационная комиссия, которая хочет приостановить программу. Крайне тяжело переживает эти моменты и периодически срывается на врачей. Но ее попытки не увенчались успехом, и в конце 18 сезона комиссия закрывает ординатуру в Грей Слоан.
Ричард Веббер (англ. Richard Webber, Джеймс Пикенс младший)
Общий хирург, старший ординатор, заведующий отделением хирургии больницы «Сиэтл Грейс», «Сиэтл Грейс — Мерси Вест» до восьмого сезона.
Ричард Веббер — заведующий отделением хирургии в больнице Сиэтл Грейс. Блестящий хирург, он вынужден балансировать между медицинскими и финансовыми аспектами деятельности отделения. Из-за этого он часто апеллирует к денежной стороне вопроса. Например, в сцене, когда Дерек ударил кулаком Марка Слоана, Вебер отчитывает его за то, что он рисковал «руками, которые стоят 2 млн долларов», поэтому же он не смог превентивно погасить конфликт с союзом медсестёр.
Вебер собрал великолепную команду ведущих хирургов и поддерживает между ними довольно высокий градус конкуренции, так как каждый из них ждёт, что именно он станет следующим заведующим отделением хирургии. Ричард был близким другом и любовником матери Мередит. Из-за него Эллис Грей развелась, а он не стал разрушать свой брак, поэтому он испытывает перед ней чувство вины, и это заставляет его быть особенно внимательным к Мередит.
В начала третьего сезона жена Ричарда, Адель, ставит ему ультиматум, заставляя выбирать между работой и семьёй. После долгих колебаний, он не смог оставить карьеру, и Адель подала на развод. Спустя некоторое время становится известно, что жена Ричарда ждёт ребёнка от него. Она пыталась это скрыть, но внезапно её жизнь оказывается под угрозой. Эддисон удаётся спасти её жизнь, но сохранить беременность не получилось. После этого Ричард и Адель делают ещё одну попытку наладить между собой отношения.
После того, как в начале пятого сезона больница Сиэтл Грейс утратила лидерство среди больниц, для Ричарда Вебера наступают трудные времена. Он пытается реорганизовать работу интернатуре, сократить расходы и вернуть отделению хирургии высокий рейтинг. В шестом сезоне обстановка в госпитале накалилась до предела. Из-за слияния с больницей Мерси Вест, шеф хирургии был вынужден уволить много сотрудников и медсестёр, и врачей. Стресс от принятия тяжёлых решений, к сожалению, не прошёл даром для Ричарда. В седьмом сезоне его жена Адель заболевает болезнью Альцгеймера. В восьмом сезоне он начинает встречаться и спать с Кэтрин Эйвери матерью Джексона Эйвери. В девятом сезоне его жена Адель умирает от сердечного приступа. В конце девятого сезона во время шторма он включает свет во всей больнице, но его бьёт током в результате чего он попадает в больницу. Встречается и собирается жениться на Кэтрин Эйвери. Свадьбу один раз перенесли из-за наплыва пострадавших в больнице, однако Кэтрин и Ричард всё же сыграли свадьбу. Когда появляется Мегги, он быстро понимает, что она его дочь, и прикладывает все усилия, чтоб наладить с ней отношения.
После смерти своего куратора бросает встречи в АА, однажды срывается и разносит битой бар, в котором жетоны трезвости меняют на алкоголь.
Поддерживает Кэтрин, когда у неё выявляют рак позвоночника.
В 15 сезоне узнаёт от Мередит о том, что она подделала страховку ради спасения девочки, когда все вплывает берет на себя ответственность за это, совместно с Каревым. Бэйли увольняет его из Грей-Слоан. В 16 сезоне начинает работать вместе с Каревым в больнице Пасифик Норд Вест. Решили развестись с Кэтрин, а в пылу очередной ссоры, Кэтрин купила Пасифик Норд Вест и дала гарантированную работу Веберу. Срывает свое выступление на конференции, как оказалось, из-за некачественного материала протеза. В 18 сезоне начинает тестировать "Метод Вебера", один из ординаторов нарушил правило этого метода и, случайно, убил человека. Из-за этого "метод Вебера" приостанавливает работу. Из-за жалоб поступающих на программу обучения, приезжает сертификационная аттестационная комиссия, которая в конце 18 сезона  закрывает ординатуру в Грей Слоан.
Каллиопа «Келли» Ифегения Торрес (англ. Calliope «Callie» Iphegenia Torres, Сара Рамирес)
Хирург - ортопед больницы «Грей-Слоан Мемориальный госпиталь»". Член совета директоров больницы «Грей-Слоан Мемориальный госпиталь»
Доктор Торрес впервые появилась в эпизоде «Что мне делать, чтобы заслужить это?» 19 серия 2 сезона. Она познакомилась с Джорджем при лечении у него вывиха плеча, который он получил, упав с лестницы во время объяснения с Мередит. Благодаря недюжинному темпераменту и профессиональной компетентности, Торрес создаёт впечатление сильной женщины, которая знает, чего хочет. Но любовь к Джорджу делает её уязвимой. Она хочет понравиться его друзьям, а они высмеивают её. Она хочет от Джорджа любви и защиты, но всё время натыкается на его неуверенность в своих чувствах. Скоропостижная свадьба принесла им больше вреда, чем пользы, хотя сначала казалось, что она поможет Джорджу справиться с депрессией из-за смерти отца. Первое же испытание (короткий и нелепый роман между Джорджем и Иззи) разрушило их замужество и оставило Келли только разочарование и неуверенность. Торрес пыталась вылечить сердечные раны в постели у Марка Слоана, но неожиданно влюбилась в кардиохирурга Эрику Хан, осознав свою бисексуальность. Профессиональная карьера Келли складывается не слишком гладко. Если как врач она не вызывает нареканий ни у коллег, ни у начальства, то её административные навыки оставляют желать лучшего. Когда её в обход Бейли назначают старшим ординатором, Торрес просто заваливает эту работу, несмотря на то, что Миранда, не сразу, правда, пыталась ей помочь. Но к чести доктора Торрес, она довольно быстро отказалась от завидной, но неподходящей ей должности и сосредоточилась на сугубо лечебной деятельности. Имея очень заботливого и авторитарного отца, Келли испытывает повышенное чувство уважения к вышестоящему начальству, особенно к шефу хирургии Вебберу. Но постепенно она учится отстаивать свои интересы и перед отцом, и перед руководителями. Как пример — попытка отстоять перед отцом свою бисексуальность и отношения с доктором Аризоной Роббинс. Смерть Джорджа в первой серии шестого сезона вызывает у неё приступ истерики, она опознаёт изуродованного Джорджа по родинке на руке. Её уход в Мерси Вест и возвращение после слияния подтверждает то, что Келли Торрес постепенно учится защищать себя и то, что ей по-настоящему дорого. Когда Аризона бросает её и улетает в Африку, Келли не может найти себе место. Нагоревавшись вдоволь, она пытается жить дальше, но ничего не получается. Торрес спит с Марком Слоаном и беременеет от него, возвращается Аризона и Каллиопа в замешательстве. Спустя некоторое время она рассказывает всё Роббинс, и та решает остаться с ней и её ребёнком. Неожиданно Келли и Аризона попадают в автокатастрофу, где Торрес получает очень серьёзные травмы и чудом выживает, ей делают срочное кесарево сечение и на 23 неделе рождается её дочь София. Роббинс делает ей предложение и они играют свадьбу, на которую не пришла мать Келли, которая так и не приняла ни бисексуальность своей дочери, ни её ребёнка. Но сильная натура доктора Торрес позволяет ей всё пережить. Авиакатастрофа, где погибает её лучший друг и отец её дочери Марк Слоан и где Аризона теряет ногу, заставляет Келли пройти через ад. С поддержкой коллег она с трудом справляется с этим, но жизнь вновь преподносит ей сюрприз в виде измены жены. Потом она мирится с Аризоной и в конце сезона они хотят завести ещё детей, но Келли после аварии уже не может рожать. Позже Келли расстаётся с Аризоной. В 12 сезоне начинает встречаться с хирургом-ординатором из больницы, в которой умер Дерек. Позже они вместе с Софией уезжают в Нью-Йорк.
Аризона Роббинс (англ. Arizona Robbins, Джессика Кэпшоу)
Фетальный хирург больницы «Грей-Слоан Мемориальный госпиталь». заведующий отделением детской хирургии больницы. Член совета директоров больницы «Грей-Слоан Мемориальный госпиталь»
Аризона Роббинс появляется в сериале в 11 серии 5 сезона в роли хирурга-педиатра, которая пришла работать в больницу на место умершего доктора Кенли. В этой серии она работает с доктором Бейли над пациентом маленьким мальчиком Джексоном, у которого было 12 резекций кишечника. Доктор Роббинс одна из лучших выпускниц ординатуры в Больнице Джонса Хопкинса. Она разглядела талант Миранды Бейли в детской хирургии и предложила ей перейти в своё отделение из общей хирургии, она даже соревновалась с доктором Веббером за Бейли. Аризона влюбилась в доктора Келли Торрес, они начали встречаться, но отец Каллиопы не хотел признавать в дочери лесбиянку и именно она убедила его помириться с Келли. Доктор Роббинс увидела также талант Алекса Карева к детской хирургии и взяла его к себе в отделение ординатором. Стабильные отношения с доктором Торрес вскоре прервал тот факт, что Аризона не хотела детей, в отличие от Келли. Их жизненный путь не дал им долго быть в разлуке, Роббинс поняла, что Торрес будет прекрасной матерью и они снова сошлись. До отношений с Каллиопой Аризона подала заявку на грант на лечение детей в Африке и спустя некоторое время её грант одобрили. Доктору Роббинс нужно было улетать в другую страну на 3 года, Келли согласилась ехать вместе с ней, но Аризона понимала, что на самом деле Торрес не хочет покидать Сиетл и подавив свои чувства к ней, бросила её в аэропорту и улетела одна. Спустя некоторое время Роббинс вернулась, не вытерпев разлуки с любимой, но Келли не торопилась её прощать. Аризона не покидала попыток возобновить их отношения и узнав, что Торрес беременна от доктора Марка Слоана, решила остаться с ней. Они поженились и у них родилась дочка, которую назвали София Роббин Слоан Торрес, Аризона стала её опекуном. Вскоре их счастливый брак пошатнулся, когда доктор Роббинс попала в авиакатастрофу и потеряла левую ногу. Аризона долгое время не могла прийти в себя, но вместе с женой ей удалось пройти через это. Всё же в глубине души Роббинс так и не смогла это преодолеть и изменила Келли с доктором Лорен Босвелл, которая приехала в больницу на одну операцию. Потом она мирится с Келли и в конце сезона они хотят завести ещё детей, но Келли после аварии уже не может рожать. Позже они расходятся. В 11 сезоне осваивает фетальную хирургию, под руководством Николь Герман. В двенадцатом сезоне Аризона судится с Келли за право воспитывать дочь и выигрывает суд, позже отпускает её с Келли в Нью-Йорк. В 13 сезоне У Аризоны завязываются отношения с доктором Миник, которая пришла в больницу оптимизировать систему обучения ординаторов, сначала они невзлюбили друг друга, но потом начали встречаться. Из-за разногласий их отношения заканчиваются, и Аризона решает переехать в Нью-Йорк, чтоб быть ближе к Софии и Келли. Ослепшая Герман предлагает Аризоне открыть совместную клинику в Нью-Йорке, Аризона будет оперировать, а Герман — обучать фетальной хирургии, Аризона соглашается.
Оуэн Хант (англ. Owen Hunt, Маккидд, Кевин)
Хирург-травматолог, старший ординатор, заведующий отделением травматологии и заведующий отделением хирургии больницы «Грей-Слоан Мемориальный госпиталь» с восьмого по двенадцатый сезон.
Появляется в первом эпизоде пятого сезона.
Оуэн вырос в Сиэтле, жил с родителями всего в 6 милях от Сиэтл Грейс. Будучи ребёнком, он играл в футбол, в качестве левого защитника. По-видимому, у него нет братьев и сестёр. Он учился в Северо-Западном университете, а затем получил степень доктора медицины в Гарварде. Он сделал свою карьеру в Мэриленд сток травма центр до поступления на службу в армию.
С первого появления у него завязываются любовные отношения с Кристиной Янг он тогда был военным доктором который сделал срочную трахеотомию шариковой ручкой одному из пациентов Сиэтл Грейс позже он спасает Кристину когда на неё падает сосулька. Потом он целует Кристину и возвращается в Ирак. Потом он возвращается из Ирака и становится шефом травматологии больницы Сиэтл Грейс. Его отношения с Кристиной возобновляются. Потом у него проявляется пост травматическое расстройство и ему приходится лечиться у психотерапевта. Однажды ночью в приступе паники Оуэн чуть не задушил Кристину, которая спала рядом, но ничего после этого не мог вспомнить. В седьмом сезоне они с Кристиной женятся. Потом Кристина беременеет и несмотря на уговоры Оуэна оставить ребёнка Кристина делает аборт. Также в этом сезон Ричард Веббер уходит с должности шефа хирургии и его место занимает Оуэн. В 8 сезоне выясняется, что он изменил Кристине с родственницей пациентки. Частично по его вине Мередит, Дерек, Кристина, Аризона, Марк и Лекси попадают в авиакатастрофу. Для того чтобы пострадавшие в авиакатастрофе выиграли иск против больницы они с Кристиной разводятся, но продолжают встречаться. Позже Кристина уезжает в Швейцарию. В 11 сезоне у Оуэна завязывается роман с Амелией Шепард. На время разрыва с Амелией он отправляется в очередную командировку в Ирак вместе с Эйприл Кэпнер. В конце 12 сезона Оуэн и Амелия сыграли свадьбу. На работу в больницу приходит доктор Риггс, с которым Оуэн работал в горячих точках, он был женихом сестры Оуэна, но изменил ей, за это Оуэн сильно его ненавидит. На почве вопроса о детях Амелия и Хант ссорятся. В конце 13 сезона ему сообщают, что нашлась его пропавшая сестра Меган, которую считали мёртвой 10 лет, её держали в плену в Ираке, потому что она была полезна как хирург. У неё незаживающая рана на животе, ей предстоит серьёзная реабилитация, и Хант очень переживает, не хочет снова её потерять. В 14 сезоне Оуэн развёлся с Амелией, но они продолжают спать вместе. Амелия понимает, что Хант любит Тедди, и советует ему сказать о своих чувствах, и он уезжает к ней, Тедди тоже его любит, но прогоняет, потому что не верит ему. Хант решает усыновить ребёнка, и берёт мальчика Лео к себе в конце 14 сезона.
В 15 сезоне Амелия помогает ему с Лео и его родной 15-летней наркозависимости матерью, которую они приютили. Лео забирают родные бабушка и дедушка, но в итоге Хант официально усыновляет его.
Узнает, что Тедди беременна от него. Окончательно расставшись с Амелией и пройдя курс психотерапии, признаёт Тедди в любви и присутствует на родах. В 16 сезоне начинает работать в больнице Пасифик Норд Вест из-за Карасика, но когда Кэтрин купила больницу, он снова возвращается в Грей Слоан. Делает предложение Тедди, но узнает, что она изменила ему с Карасиком и отменяет свадьбу. В 17 сезоне сначала злится и не понимает Тедди, но к концу сезона прощает её. В 1 серии 18 сезона женятся с Тедди. В приемное попадает бывший военный, у которого легкие как решето. Хант узнает, что в этом виновата армия. но там не берут на себя ответственность. Нарушая закон, помогает некоторым бывшим военным получить лекарство для эвтаназии. Хант, Кормак Хейз и Тедди попадают в аварию на дороге, Хант тяжело ранен и тяжело восстанавливается. В конце 18 сезона сбегает вместе с Тедди из-за жалобы о нарушении закона.
Джо «Джозефина» Уилсон (англ. Jo 'Josefina' Wilson, Ладдингтон, Камилла)
Хирург, интерн, затем ординатор больницы «Грей-Слоан Мемориальный госпиталь»
Интерн больницы «Грей-Слоан Мемориальный госпиталь». Появляется в первой серии девятого сезона. В детстве была брошена матерью у пожарной станции. Побывала во многих приёмных семьях. В 16 лет начала жить в машине её учителя мистера Шмидта, который помог ей окончить школу. Она много работала и училась в Гарварде. Имела дружеские отношения с Алексом Каревым, пока тот не признался ей в любви, а она не поцеловала его в ответ. С тех пор они встречаются. После длительного проживания вместе Алекс делает ей предложение, но она отказывает ему, потому что уже замужем, но никто этого не знает, кроме ДеЛюки. После драки Алекса и Делюка Джо пытается сбежать, но её останавливает Веббер. Бейли из-за драки запрещает Джо и Эндрю общаться с кем-либо, поэтому они общаются между собой и сближаются. Джо вызывают на суд по делу Карева. Перед судом Джо рассказывает Алексу про мужа, как он бил её и она сбежала, и что Джо Уилсон — это не настоящее имя. Они с Алексом мирятся и снова живут вместе. Джо находит её муж Пол, чтоб подписать документы на развод. После он попадает под машину, его тело получило серьёзные травмы и мозг умер, Джо приходится принять решение отключить его от аппарата жизнеобеспечения, так она стала вдовой. Джо делает предложение Алексу и планирует их свадьбу, но всё пошло не по плану, и свадьба происходит на пароме.
Уговаривает Бэйли открыть ординатуру в Грей-Слоан под ее проект изучения пака, остаётся в Сиэтле.
В 15 сезоне находит родную мать и узнаёт, что родилась в результате изнасилования. Тяжело переживает это, пропускает работу или приходит пьяная. В конце сезона соглашается на психиатрическое лечение. В 16 сезоне возвращается на работу. Её бросает Карев, присылая письмо с документами о разводе и оставляя ей свою долю акций больницы. В 17 сезоне становится ординатором в детской педиатрии. Решает удочерить девочку Луну, у которой умирает мать и в конце сезона ей это удается. В 18 сезоне переспала с Линком и призналась в чувствах. Решила работать на 2 ординатуры (хирургия и педиатрия).
Стефани Эдвардс (англ. Stephanie Edwards, Хинтон, Джеррика)
Хирург, интерн, затем ординатор больницы «Грей-Слоан Мемориальный госпиталь»
Интерн больницы «Грей-Слоан Мемориальный госпиталь». Появляется в первой серии девятого сезона. Встречается с Джексоном Эйвери, но потом во время свадьбы Эйприл, он разбивает ей сердце признаваясь в любви Эйприл. В одиннадцатом сезоне работает вместе с Амелией Шепард над опухолью Николь Герман. Становится правой рукой Амелии, хочет заниматься нейрохирургией. В двенадцатом сезоне встречается с музыкантом, у которого нарушена работа мозга. Музыкант умирает на столе у Шепард, Стефани какое-то время обвиняет её в смерти любимого. В конце 13 сезона на неё нападает пациент-насильник и берёт в заложники, чтоб она вывела его из больницы. В больнице объявлена тревога и все двери заперты, он хочет поджечь больницу, чтоб выходы снова открылись, чтоб спасти собственную жизнь и жизнь девочки Эрин Стефани вынуждена поджечь насильника. Во время пожара обрушивается потолок, и девочка ранена в ногу, Стефани спасает её из пожара, получив множественные ожоги. Признаётся Вебберу, что её зовут работать в другую больницу и она уйдёт когда выздоровеет.
Кристина Янг (англ. Cristina Yang, Сандра О)
Кардиохирург больницы «Грей-Слоан Мемориальный госпиталь». Член совета директоров больницы «Грей-Слоан Мемориальный госпиталь»
Родилась в Беверли-Хиллз, штат Калифорния. Училась в Стэнфордском университете. У неё было 3 рекомендательных письма. Она время от времени называют себя еврейкой, хотя верит только в науку. Её биологический отец разбился в автомобильной катастрофе, когда ей было девять лет. Она пыталась остановить кровотечение, и он умер на её руках, поэтому она решила стать врачом. Кристина получила степень бакалавра в колледже Смит, доктора философии в области биохимии в Калифорнийском университете в Беркли и доктора медицины в Стэнфордском университете, где была лучшей в группе. Страдает дислексией, как обнаружила Лекси Грей в конце четвёртого сезона. Жила с матерью Эллен Рубинштейн и её вторым мужем стоматологом Солом Рубинштейном.
Кристина невероятно сосредоточена, холодна и расчётлива. Она даже прибегает к краже пациентов, если это означает её участие в операции. Имеет отличные хирургические навыки и обладала лучшими медицинскими знаниями среди интернов во время первого года пребывания в «Сиэтл Грейс». В то же время, она с трудом передаёт свои чувства и не любит прикосновения. Кристина ценит логику и практическое мышление. В связи с травмирующим опытом в связи со смертью отца, Кристина не в состоянии справиться с эмоциями от мысли потерять близких. Хотя она изначально старается не выражать чувств, Кристина постепенно становится способной делиться мыслями, особенно после того как сблизилась с Мередит. Тем не менее, она остаётся наименее эмоциональной среди интернов. Самыми близкими друзьями Кристины в больнице являются Иззи, Джордж, Алекс, и, прежде всего, Мередит — её лучшая подруга.
В первый год в «Сиэтл Грейс» у Кристины были отношения со всемирно известным кардиохирургом Престоном Бёрком. Она была беременна от него, но не сказала ему об этом. Хотела сделать аборт, но у неё оказалась внематочная беременность. Кристина и Престон были помолвлены, но Берк оставил её в церкви во время бракосочетания. После у Кристины были отношения с хирургом-травматологом, майором Оуэном Хантом, который был в передовой хирургической бригаде на иракской войне и с честью был уволен из армии. Оуэн страдает от посттравматического стрессового расстройства, единожды ночью он начинает душить её из-за вентилятора, который напоминает ему Ирак. Благодаря любви к Оуэну Кристина становится более мягкой и романтичной, у неё появляются красивые романтические мечты, чего раньше не было. Она очень эмоционально признаётся Оуэну в любви, говорит, что полюбила его в момент несчастного случая, когда он вытащил из её живота сосульку. После появления в больнице Тедди, Хант вспоминает свою любовь к ней и не может выбрать с кем остаться — с Тедди или с Кристиной. В последней серии шестого сезона спасает подстреленного Шепарда, сделав вместе с Эйвери срочную операцию на сердце. Хант пытается спасти Кристину от стрелка, который ворвался в операционную и мешает оперировать Дерека, и говорит чтоб любит её, тем самым выбрав Кристину. После бойни Кристина не может прийти в себя, вспоминая, как дуло пистолета было прижато к её виску во время этой операции. В седьмом сезоне Оуэн делает ей предложение, увидев, что Кристина напугана и не хочет больше быть одна, они женятся. В конце седьмого сезона Кристина узнаёт, что беременна, срок 6 недель. Кристина не хочет детей. Оуэн пытается убедить её, что всё будет хорошо, и что он будет заботиться о ребёнке. Но Кристина записывается на аборт. Оуэн расстроен тем, что он не получил права голоса при принятии этого решения. В восьмом сезоне она делает аборт, а Оуэн находится рядом с ней. Их отношения усложняются, они пытаются сохранить семью. В девятом сезоне они разводятся. В десятом сезоне её номинируют на премию Харпера Эйвери, но она её не получает, так как работает в больнице, которой владеет фонд Харпера Эйвери. В конце сезона Берк предлагает Кристине занять его место в медицинском университете в Швейцарии, она соглашается и уходит вместе с Шейном Россом. Оставляет свою долю акций Алексу.
Изабель «Иззи» Кэтрин Стивенс (англ. Isobel «Izzie» Katherine Stevens, Кэтрин Хайгл)
Хирург, интерн, а затем и ординатор больницы «Сиэтл Грейс».
Иззи Стивенс — один из постоянных персонажей сериала «Анатомия страсти». Это молодая привлекательная женщина-интерн, проходящая практику в больнице Сиэтл Грейс по специальности «хирургия». Её роль исполнила Кетрин Хайгл, американская актриса, родившаяся в Вашингтоне в 1978 году. Иззи Стивенс появляется в самом первом эпизоде сериала, когда главная героиня Мередит знакомится с остальными интернами. Молодость и красота Иззи Стивенс чуть было не сослужили ей плохую службу — коллеги поначалу не воспринимают её всерьёз, а один из них, Алекс Карев, даже пытается насмехаться. Алекс узнаёт, что в юности Иззи была моделью и демонстрировала нижнее бельё, и развешивает в служебной раздевалке её полуобнажённые фотографии. Стивенс не воспринимает это как обиду и объясняет, что ей нечего стыдиться, ведь съёмками она зарабатывала деньги на учёбу в военно-медицинском колледже плюс оплатила долги своей матери. После того, как этот инцидент исчерпан, у Иззи Стивенс и Алекса Карева завязываются добрые отношения, впоследствии перерастающие в романтическую связь. Но роман был совсем недолгим — узнав об измене Алекса, Иззи расстаётся с ним. Отношения Стивенс с Мередит Грей складываются не сразу. Иззи подозревает Мередит в том, что, встречаясь с Дереком Шепардом, та преследует корыстные интересы. Позже девушкам удаётся найти общий язык, и они становятся подругами. В одном из эпизодов, когда пациенткой Иззи Стивенс становится несовершеннолетняя беременная девушка из её родного города, зритель узнаёт, что в шестнадцать лет Иззи сама родила дочь и отдала её приёмным родителям. Она увидит дочь, когда девочка окажется на краю гибели и ей понадобится пересадка костного мозга, донором которого может быть только она, родная мать.
Главные качества Иззи Стивенс — это, пожалуй, отзывчивость и сострадание. К сожалению, иногда чрезмерная эмоциональность может стоить врачу карьеры. Влюбившись в одного из пациентов отделения кардиохирургии, Денни Дакетта, Иззи теряет голову и нарушает профессиональную этику. Ею движет желание помочь любимому, но даже рискнув своей карьерой ради его жизни, она теряет его. Денни умирает. В одночасье Иззи становится богатой — Денни оставил ей в наследство более восьми миллионов долларов. На эти деньги в память о возлюбленном Стивенс открывает бесплатную клинику в больнице.
Самостоятельно диагностировала у себя опухоль мозга (рак 4-й степени). Первыми признаками болезни становятся видения — Иззи начинает видеть мёртвого Денни, потом разговаривает с ним, а потом даже занимается сексом. Она рассказала Кристине о своей болезни, а Кристина рассказала остальным, проходила лечение в «Сиэтл Грейс». Перед смертельно опасной операции (Дерек Шепард предполагал 5 % вероятность положительного исхода) вышла замуж за Алекса Карева.
После операции узнаёт, что Джордж поступил в армию. Когда происходит остановка сердца, в своей голове Иззи видит Джорджа в военной форме, когда она приходит в сознание, то пытается дозвониться до Джорджа и отговорить, Алекс рассказывает ей о поступке Джорджа. Смерть Джорджа влияет на неё крайне негативно. В ходе слияния «Мерси Вест» и «Сиэтл Грейс» её увольняют, она уходит от мужа и скрывается у матери, пропускает один курс химиотерапии. Через какое-то время Иззи возвращается и пытается снова построить отношения с Алексом, который всё ещё является её мужем, и вернуться на работу в «Сиэтл Грейс». Алекс говорит ей, что любит её, и что он пережил с ней многое, но не хочет продолжать. Иззи покидает Сиэтл. В 16 серии 16 сезона выясняется, что она родила близнецов от Карева и он ушел к ней от Джо.
Джордж О’Мейли (англ. George O'Malley, Теодор Реймонд Найт)
Хирург, интерн, а затем и ординатор больницы «Сиэтл Грейс».
В начале сериала доктор О’Мэйлли питает тайную страсть к Мередит, в доме которой он живёт с первого дня работы в больнице Сиэтл Грейс. Его оптимистичный взгляд на жизнь, повышенная эмоциональность и мягкость часто приводят к тому, что он не может найти общий язык с коллегами и производит впечатление неприспособленного к жизни простака.
Точно также плохо он вписывается в собственную семью. Эпизод семейной охоты в День Благодарения с одной стороны комичен, а с другой показывает, как тяжело Джорджу приходится играть роль «умника» среди братьев «синих воротничков» и такого же отца — любителей простых мужских радостей — выпивки, охоты и автомобилей.
Отец называет его Джорджи. Друг и доверенное лицо Иззи, Джордж завоёвывал уважение всего больничного персонала, после того как сделал экстренную операцию на сердце в остановившемся лифте. Он хладнокровно и точно следовал указаниям Престона Берка и спас пациенту жизнь, в то время как Алекс не смог справиться с волнением. Так Джордж О’Мэйлли впервые доказал всем в больнице, что у него есть стержень, и он тоже способен на серьёзную работу. После долгой внутренней борьбы, Джордж признался в своих чувствах к Мередит. Он выбрал для этого тяжёлый для неё момент кризиса в отношениях с любимым мужчиной, и это помогло склонить её к близости. Но Мередит практически сразу поняла, что совершает ошибку, после чего Джорджу пришлось подыскать себе другое место для жилья. Он на некоторое время переселился на диван к доктору Берку, и Кристине стоило больших усилий выжить его оттуда.
В третьем сезоне Джорджу пришлось многое пережить. Его отец вначале попал в больницу из-за проблем с сердцем, а затем выяснилось, что у него неоперабельный рак. Смерть отца сокрушила О’Мэйли, и его поспешная женитьба на Келли Торрес выглядела как попытка хоть что-то наладить в своей жизни. То, что вскоре он спьяну переспал со своей лучшей подругой Иззи Стивенс, ещё больше запутало ситуацию.
Все эти бурные переживания, к сожалению, пагубно отразились на карьере Джорджа. Он единственный из всех интернов не сдал квалификационный экзамен и «остался на второй год», в то время, как его коллеги, начинавшие вместе с ним, стали ординаторами. Только личное расположение заведующего отделением хирургии Ричарда Вебера спасло ситуацию, и Джордж получил возможность повторно сдать экзамен.
Из-за внутреннего смятения в предпоследней серии пятого сезона подаёт заявку на работу военным травматологом в армии США и его принимают на службу в Ираке. Эту новость первым от него услышал Хант, потом Бейли. Хант рад за Джорджа, а Бейли очень зла. Когда об этом узнают остальные, все хотят отговорить Джорджа.
Однажды в больницу поступает еле живой пациент со множественными переломами, разрывами, разбитым лицом, он неузнаваем и не может говорить. Он попал под автобус, желая спасти незнакомую девушку от смерти. Этим пациентом оказывается Джордж. Джордж умирает в первой серии шестого сезона от полученных травм. Поступок Джорджа вызывает большой резонанс среди его друзей в больнице. Поскольку у Джорджа наступила смерть мозга, рассматривается вопрос донорства его органов, никто не знает согласился ли Джордж стать донором, поэтому мать Джорджа просит Торрес принять это решение. Келли разговаривает с Иззи, Иззи уверена, что Джордж отдал бы всё. Почки отдают девочке 8 лет, лёгкие и сердце молодому парню, остальные органы также отправляют больным по всей стране. Таким образом, Джордж спасает жизнь не только девушке на остановке, но и ряду людей, страдающих смертельными недугами.
Александра «Лекси» Каролина Грей (англ. Alexandra «Lexie» Caroline Grey, Кайлер Ли)
Хирург, интерн, затем ординатор больницы «Сиэтл Грейс-Мерси Вест».
Сестра (по отцу) Мередит Грей. Имеет фотографическую память, за что получила кличку Лексипедия. Чтоб не быть одинокой, несколько раз проводит ночь с Алексом, но он не привлекает её как потенциальный парень. Встречалась с Марком Слоаном, но после они расстались из-за его беременной дочери. Из-за стресса перекрашивается в блондинку (позже возвращает всё как было), опять спит с Алексом, они даже пытаются начать встречаться. Однако Марка она не забыла: узнавая об очередных пассиях Марка, Лекси тайно плачет. В финале шестого сезона, когда в больнице обезумевший муж покойной пациентки Лекси устраивает бойню, она вместе со Слоаном спасает жизнь подстреленному Алексу. Стрелок пришёл за Шепардом, Веббером и Лекси, поскольку они отключили его жену от аппарата жизнеобеспечения. Лекси уже была на мушке, однако ей на помощь приходит спецназ. В припадке истерики признаётся в любви к Алексу на глазах у Слоана. Алекс порывает с Лекси из-за её эмоциональных срывов после бойни. Понимая, что не может без Марка, проводит с ним ночь, но, узнав о беременности Келли, в ярости уходит от него. Затем начинает встречаться с Джексоном Эйвери. В восьмом сезоне она признаётся Марку в том, что всё ещё любит его, а потом происходит катастрофа. Она погибла в конце восьмого сезона в авиакатастрофе от полученных травм, но Марк успел признаться в том, что тоже всё ещё любит её.
Дерек Кристофер Шеперд (англ. Derek Christopher Shepherd, Патрик Демпси)
Нейрохирург, старший ординатор, заведующий отделением нейрохирургии больницы «Грей-Слоан Мемориальный госпиталь». Член совета директоров больницы «Грей-Слоан Мемориальный госпиталь»
Дерек Шепард — привлекательный нейрохирург, роль которого в сериале «Анатомия страсти» исполнил американский актёр Патрик Демпси (родился 13 января 1966 года в Льюистоне, США). Дерек Шепард — профессионал своего дела, находящийся на хорошем счету у начальства. Отца Дерека пристрелили на глазах у него и его сестры Амелии два вора из-за часов, которые подарила ему мать Дерека. Его личная жизнь складывается далеко не так успешно, как карьера. После разрыва с супругой он ведёт в Сиэтле жизнь холостяка. Молодой, амбициозный и привлекательный Шепард получает среди интернов прозвище «Мистер Мечта» или «Красавчик». Знакомство зрителей с Дереком Шепардом начинается в момент его встречи в баре с одной из главных героинь сериала — Мередит Грей. Они проводят вместе ночь, после чего расстаются, казалось бы, навсегда. Удивлению Мередит и Дерека нет предела, когда судьба вновь сталкивает их в больнице Сиэтл Грейс. Мередит приходит туда как интерн, а Дерек Шепард, работающий нейрохирургом, становится одним из её наставников. Практически сразу после того, как Мередит становится интерном, их отношения с Дереком Шепардом начинают стремительно развиваться. Внезапный приезд жены Дерека, Эддисон Монтгомери, застаёт пару врасплох. Поддавшись уговорам супруги дать их браку ещё один шанс, Дерек расстаётся с Мередит и возвращается к Эддисон. Вместе они пытаются наладить то, что сами когда-то разрушили, но в Дереке всё ещё живёт любовь к Мередит. Будучи человеком честным и прямолинейным, он не может обманывать жену и признаётся ей, что любит другую. Конечно, Дерек понимает, что причиняет супруге невыносимую боль, но такой обман считает большим злом. Не в силах справиться с эмоциями, Эддисон начинает встречаться с другими мужчинами. Окончательный разрыв отношений происходит, когда после выпускного бала Дерек спит с Мередит, а Эддисон находит её трусики в кармане Дерека. После этого Мередит и Дерек возобновляют встречи, но на пути к совместному счастью их ожидает ещё немало трудностей. Они расходятся в конце третьего сезона, но продолжают спать вместе. В четвёртом сезоне Дерек встречается с медсестрой Роуз. Также в этом сезоне они с Мередит начинают клинические испытания на счёт лечения неоперабельных опухолей путём ввода в середину опухоли вируса, который должен её уничтожить. В конце четвёртого сезона он и Мередит изобретают метод Шепарда и мирятся. В пятом сезоне на некоторое время уходит в запой из-за статистике смертности пациентов, но возвращается, чтобы спасти Иззи от рака. В конце этого сезона они с Мередит расписываются на стикерах. В шестом сезоне спустя некоторое время после слияния Сиэтл Грейс и Мерси Вест он узнаёт, что Ричард — алкоголик, и становится временным шефом хирургии. Дерек принимает неверное решение по поводу жизни одной пациентки (по мнению её мужа — Гэри Кларка) и тот начинает судиться с ним и самой больницей, но проигрывает суд. В конце сезона Гэри Кларк устраивает массовое убийство врачей и прочего персонала, серьёзно ранит Дерека, но Кристина его спасает. Из-за эмоционального потрясения у Дерека появляется жажда риска, он гоняет на машине и берётся за сложные операции ради адреналина. Он часто попадает в тюрьму из-за превышения скорости. В седьмом сезоне получает грант на клинические испытания в поисках лечения болезни Альцгеймера, но Мередит меняет конверты в испытании с желанием спасти жену Шефа и Дерек лишается этого исследования. Также в этом сезоне они с Мередит официально расписываются и решают удочерить Золу(девочку из Африки). В конце восьмого сезона вместе с Мередит, Кристиной, Аризоной, Марком и Лекси попадает в авиакатастрофу результате чего часть девятого сезона он не может оперировать так как в авиакатастрофе повредил нерв руки, но потом Келли пересаживает ему нерв от его сестры Лизи и он снова начинает оперировать. Дереку поручают создать карты мозга в Вашингтон под контролем лично президента США, он соглашается и уезжает, а Мередит остаётся одна с детьми. Позже Дерек передумывает и возвращается на работу в больницу. В конце 11 сезона Дерек предлагает Мередит завести ещё одного ребёнка. Президент повторно просит Дерека заняться исследованиями, теперь Мередит поддерживает его и отпускает в дорогу. По пути в аэропорт Шепард помогает четырём выжившим в аварии, после этого его самого сбивает грузовик, Дерек умирает в провинциальной больнице от внутричерепного кровотечения. В конце сезона Мередит рожает Дереку дочь Элис Грей Шепард.
Эддисон (в переводе «СТС» — Элисон) Форбс Монтгомери (англ. Addison Forbes Montgomery, Кейт Уолш)
Хирург, заведующая отделением реанимации новорождённых больницы «Сиэтл Грейс».
Бывшая жена Дерека Шепарда. До переезда Дерека в Сиэтл выясняется, что изменяла с Марком Слоаном. Эддисон была беременна от него, но решила скрыть это. Был мимолётный роман с Алексом Каревым. Позже уезжает в «Оуэшен Уэллнес». Приезжала, чтобы спасти ребёнка Келли Торрес. Доверила прооперировать своего брата Дереку.
Престон Ксавьер Бёрк (англ. Preston Xavier Burke, Исайя Вашингтон)
Кардиохирург, старший ординатор, заведующий отделением кардиохирургии больницы «Сиэтл Грейс».
Престон Бёрк — бывший глава отделения кардиохирургии в больнице Сиэтл Грейс. Он окончил университет Тулейна, потом прошёл курс обучения в Медицинской школе Джонса Хопкинса. Ещё учась в колледже, Престон встретил Эрику Ханн, и между двумя лидерами курса сразу началось соперничество. Когда доктор Веббер восстанавливался после операции на мозге, Бёрк временно заменил его на посту заведующего хирургическим отделением. Он начал встречаться с интерном Кристиной Янг, но потом разорвал их отношения, чтобы не разрушить свою репутацию. Его проблемы снова свели их вместе. Они с Кристиной долгое время жили вместе в его идеально чистой квартире. В финале второго сезона Берка подстрелили, ранение повредило нервные окончания его правой руки. Единственной возможностью это скрыть было разрешать Кристине присутствовать на каждой его операции, чтобы она, в случае возникновение проблем с рукой Бёрка, могла всё исправить. Их секрет был раскрыт, когда Кристина во всём признала шефу. С того момента между Престоном и Кристиной началась холодная война, они не разговаривали друг с другом. После того как Кристина первая заговорила с Бёрком, он сделал ей предложение руки и сердца, на которое Кристина ответила согласием. Перед тем как все узнали об их секрете, Бёрк претендовал на должность шефа хирургического отделения, и соревновался с другими лечащими врачами. С тех пор он уже восстановился после операции на руке, которую провёл Дерек Шепард. В третьем сезоне Престон и Кристина начали приготовления к свадьбе. Им пришлось пережить многое, в том числе знакомство с родителями жениха и невесты. В последней серии третьего сезона, в день их свадьбы, Бёрк сказал Кристине, что больше не хочет, чтобы она делала что-либо против своего воли, и понял, что всё время пытался сделать из Кристины женщину, которую хотел с собой видеть, а настоящую Кристину не мог принять. Кристина сказала, что она «думала, что хотела этого». Бёрк хотел услышать от Кристины, что она знала, чего хотела, поэтому он оставил её у алтаря. Когда Кристина вернулась в их квартиру, она обнаружила, что Бёрк ушёл навсегда, потому что он забрал с собой самые дорогие ему вещи (свою трубу, коллекцию виниловых пластинок Юджина Фута, фотографию своей бабушки, и счастливую хирургическую шапочку). В четвёртом сезоне «Анатомии Грей» главная конкурентка Бёрка доктор Эрика Ханн занимает его место в больнице Сиэтл Грейс. Эрика очень уважает Бёрка, но так и не призналась ему в этом лично. Эрику сразу стали называть «Новым Бёрком» и доктором McHardcore. Ханн не любит доктора Янг, потому что у Кристины были отношения с Бёрком. После нескольких месяцев работы на новом месте Престон Бёрк получает престижную награду в мире медицины. Появляется в конце десятого сезона и отдаёт Кристине своё место директора в медицинском университете в Швейцарии она соглашается и он уходит. У него есть жена и двое детей.
Марк Слоан (англ. Mark Sloan, Эрик Дэйн)
Пластический хирург, отоларинголог, старший ординатор, заведующий отделением пластической хирургии больницы «Сиэтл Грейс».
Марк Слоан сам по себе достаточно противоречив и неоднозначен. Его роль исполняет американский актёр Эрик Дейн, родившийся 9 ноября 1972 года. Впервые Марк Слоан появляется в сериале во втором сезоне. Он отоларинголог, специализирующийся на пластической хирургии. А также лучший друг нейрохирурга Дерека Шепарда. Несмотря на дружбу с Дереком, Марк встречался с его женой Эддисон. Узнав об этом, Шепард разрывает дружбу с Марком и расстаётся с женой.
В больнице Сиэтл Грейс Марк Слоан появляется в качестве пластического хирурга. Его привлекательность и обаяние позволяют ему завести несколько ни к чему не обязывающих отношений с коллегами. Самовлюблённость и легкомыслие в конечном счёте создают ему репутацию ловеласа, а медсёстры больницы даже организовывают клуб «Вместе против Марка Слоана». Возобновить дружеские отношения между Марком и Дереком помогает несчастный случай, произошедший с возлюбленной Дерека Мередит Грей. Её жизнь находится под угрозой. Именно Марк помогает Шепарду справиться с переживаниями и оказывает ему неоценимую поддержку. Мередит также вскоре проникается к Марку дружескими чувствами. Её сводная сестра Лекси, придя на работу в Сиэтл Грейс, попадает под очарование Слоана. Между ними разгорается роман, и они даже начинают жить вместе. Однажды к Марку Слоану приходит восемнадцатилетняя девушка — это его дочь Райли, и она беременна. Мать выгнала Райли из дома, когда узнала о её положении. Слоан предлагает дочери жить у него, что, конечно, не может нравиться Лекси. Поняв, что ему придётся выбирать между Райли и Лекси, он без колебаний выбирает дочь. Лекси уходит от Марка. Известие о том, что дочь собирается отдать ребёнка приёмным родителям, Марк воспринимает с ужасом. Он готов заботиться о внуке, помогать Райли в воспитании, но она непреклонна. Зрители с удивлением видят, что Марк Слоан, с трудом решившийся на серьёзные отношения с одной женщиной, далеко не так поверхностен, как кажется. Отец предпринимает ещё несколько попыток уговорить дочь не отказываться от ребёнка, но, в конце концов, младенца усыновляет пара из Вашингтона. В седьмом сезоне спит с Келли и та рожает ему дочку Софию. В восьмом сезоне встречался с офтальмологом Джулией. В конце восьмого сезона попадает в авиакатастрофу, в которой погибает его возлюбленная Лекси, а сам Марк получает тяжёлые повреждения внутренних органов и умирает в начале девятого сезона. Успевает признаться Джулии, что любил Лекси, и что она достойна лучшего.
Теодора «Тедди» Альтман (англ. Teddy Altman, Ким Рейвер)
Кардиохирург, старший ординатор, заведующая отделением кардиохирургии больницы «Сиэтл Грейс — Мерси Вест».
Доктор Альтман выпускница Юго-Западного Медицинского Центра Техасского Университета, окончила хирургическую практику в Медицинской школе Университета Джорджа Вашингтона и Клинике Майо во Флориде. Работала лечащим врачом в медицинском центре Колумбийского университета, но оставила работу после смерти лучшей подруги, погибшей во время обрушения второй башни ВТЦ в 2001 году.
Оставив работу в больнице, она поступила на службу в армию, где по пути в Багдад познакомилась с Оуэном Хантом. В серии 6х18 «Самоубийство — это не больно» проливается свет на отношения Тедди и Оуэна до их появления в «Сиетл-Грейс». Хотя они относились с лёгкостью к своей дружбе, многие сослуживцы считали, что между молодыми людьми более серьёзные чувства. Когда взвод Оуэна погиб и он остался один в пустыне, Тедди была одной из первых, кто пришёл на помощь.
Оуэн приглашает Тедди в Сиэтл Грейс-Мерси Вест в качестве наставника для Кристины Янг. Она встречалась с Марком Слоаном но они расстались когда она застукала Марка в постели с Рид Адамсон. Как-то Тедди встречается в больнице с одним пациентом Генри Бертоном который имеет болезнь Гиппеля — Линдау и который не имеет страховки так что не может оплатить себе лечение. Она выходит за него замуж чтобы он мог использовать её страховку, и она продолжает встречаться с другими мужчинами. Со временем у них появляются чувства к друг другу и брак перестаёт быть фиктивным. Но потом Генри умирает из-за осложнений на операции Кристины, поэтому Тедди долго мучает Кристину, постоянно заставляя её рассказывать каждый её ход на операции Генри и ругается с Оуэном из-за того, что он скрыл факт смерти её мужа, потому что Тедди была на операции. В конце восьмого сезона Оуэн увольняет Тедди, потому что она больше не может работать в больнице, где умер её муж, она уезжает в Германию. Появляется в 13 сезоне когда узнаёт о возвращении сестры Оуэна из плена в Ираке. В 14 сезоне к ней в Германию приезжает Оуэн и признаётся в любви, они проводят ночь вместе. Тедди тоже его любит, но считает, что Оуэн сказал ей это только из-за того, что он развёлся и боится остаться один, и прогоняет его. В конце сезона приезжает в больницу чтоб просить у Бейли работу, Бейли предлагает ей стать исполняющей обязанности шефа хирургии вместо себя, также выясняется, что Тедди беременна.
В 15 сезоне встречается с Карасиком, но в итоге признаётся Ханту в любви и прощает его за неопределенность в его привязанности к Амелии и самой Тедди. В конце сезона родила девочку от Ханта. В 16 сезоне готовится к свадьбе с Хантом, но изменяет ему с Карасиком и Хант откладывает свадьбу. В 17 сезоне переживает кризис личности, к концу сезона мирится с Хантом. В 1 серии 18 сезона женятся с Хантом. Тедди узнает, что Хант крал лекарства для эвтаназии пациентов. В конце сезона сбегает с ним.
Эрика Хан (англ. Erica Hahn, Брук Смит)
Кардиохирург, старший ординатор, заведующая отделением кардиохирургии больницы «Сиэтл Грейс».
Лесбиянка, встречалась с Кэлли Торрес. Однокурсница и конкурентка Престона Берка. Она появляется во втором сезоне, борясь с Берком за донорское сердце для Денни Дуккета. Позже её приглашает Джордж О’Мейли для того, чтобы она сделала операцию его отцу после того как Джордж узнаёт, что у Берка тремор . В четвёртом сезоне её приглашает Ричард Веббер для трансплантации сердца и приглашает её стать новой главой отделения Кардиохирургии. Хан сначала не даёт Кристине ассистировать на операциях и не учит её ничему. Но позже она признаётся Эддисон, что Кристина напоминает ей себя в качестве ординатора. Она ушла в седьмой серии пятого сезона после того как узнаёт, что Иззи перерезала провод кардиостимулятора Денни Дуккета и украла для него сердце.
Шейн Росс (англ. Shane Ross, Гай Чарльз)
Хирург, интерн больницы «Грей-Слоан Мемориальный госпиталь»
Интерн больницы «Грей-Слоан Мемориальный госпиталь». Появляется в первой серии девятого сезона. Ученик Кристины Янг. Считает себя виноватым в смерти Хизер так как послал её в подвал искать Веббера. Виноват в смерти отца Алекса. Спал с Кристиной Янг. Вместе с ней уезжает в Швейцарию в конце десятого сезона.
Хизер Брукс (англ. Heather Brooks, Тина Мажорино)
Хирург, интерн больницы «Грей-Слоан Мемориальный госпиталь»
Интерн больницы «Грей-Слоан Мемориальный госпиталь». Появляется в первой серии девятого сезона. Ученица Дерека Шепарда. Умирает во время операции от субдуральной гематомы, полученной в результате удара головой об щиток.
Лия Мерфи (англ. Leah Murphy, Тесса Феррер)
Хирург, интерн больницы «Грей-Слоан Мемориальный госпиталь»
Интерн больницы «Грей-Слоан Мемориальный госпиталь». Появляется в первой серии девятого сезона. Спала с Аризоной Робинс позже написала на неё жалобу в отдел кадров. Уходит в конце десятого сезона, так как Веббер ей сказал что она не создана быть хирургом, но возвращается в 13 сезоне. Она решает стать кардиоторакальным хирургом.
Амелия Шепард (Катерина Скорсоне)
Нейрохирург, заведующий отделением нейрохирургии больницы «Грей-Слоан Мемориальный госпиталь» в отсутствие Дерека Шепарда, а потом — на постоянной основе.
Сестра Дерека, также, как и брат является нейрохирургом с большим потенциалом. У неё на глазах застрелили отца, поэтому девушку преследует психологическая травма, из-за которой она какое-то время пила и принимала наркотики. Однако она успешно поборола зависимости и была допущена к операциям, её берут на работу в больницу «Грей-Слоан Мемориальный госпиталь» сначала как хирурга, а потом — после отъезда Дерека — заведующим отделением. Амелия испытывает влечение к Оуэну, и они начинают встречаться, потом происходит некоторое охлаждение, и Оуэн уезжает в Ирак. После смерти брата Амелия испытывает постоянное желание принять дозу, однако возвращается Хант, они снова начинают встречаться. Амелия живёт там, где на данный момент обитает чета Дерека и Мередит — в доме Дерека. затем в доме Элис Грей вместе с Мередит и Мегги Пирс. В финале 12 сезона Оуэн и Амелия женятся. У неё был сын когда она жила в Лос-Анджелесе — ребёнок родился с анэнцефалией (отсутствует головной мозг) и прожил 43 минуты, потом тело малыша стало донором. По этой причине Амелия боится забеременеть, а Оуэн мечтает о детях, они ссорятся, и Амелия уходит жить к Стефани. В 14 сезоне случайно узнаёт, что у неё в мозге доброкачественная опухоль, опухоль ей удаляют, но Амелия боится, что она уже другой человек и не сможет оперировать. Также она считает, что им с Оуэном нет смысла быть в браке, и они разводятся. Берёт шефство над 15-летней девочкой-наркоманкой, сына которой усыновил Хант, они вчетвером живут вместе в доме Ханта.
В 15 сезоне начинает отношения с доктором Линком. В 16 сезоне узнает, что она беременна от Линка и они решают оставить ребенка. В конце сезона родила сына.В 17 сезоне присматривает за детьми и из-за нагрузки происходит кризис личности.В конце сезона Линк делает ей предложение, но она отказывает. В 18 сезоне Мередит предлагает участие в проекте по лечению болезни Паркинсона. Она принимает предложение. Там она знакомится с Каем Барди. У них завязываются отношения. Линк хотел сделать Амелии предложение, но увидел их целующимися с Каем. В 7 серии 18 сезона Амелия решила важный вопрос в исследовании и сделала возможным пересадку клеток к пациенту с Паркинсоном.
Маргарет «Мегги» Пирс (Келли Маккрири)
Кардиохирург, заведующая отделением кардиохирургии больницы «Грей-Слоан Мемориальный госпиталь»
Единоутробная сестра Мередит Грей — дочь Ричарда Веббера и Элис Грей. Элис отдала её на усыновление сразу после родов. Мегги получила приёмную семью, которая очень её любит, однако она разыскала свою мать через картотеку. Появляется в десятом сезоне, когда решает побывать в больнице, названной фамилией её матери. Её берут заведующей отделением кардиохирургии, так она узнаёт о смерти матери и знакомится с отцом с сестрой. С отцом она почти сразу находит общий язык, видя, что он положительный и мудрый человек и не знал о её существовании, поэтому не искал. Поначалу у неё возникает конфликт с Мередит, но когда открывается правда о родителях Мегги, Мередит начинает по-другому к ней относиться. Девушки дружат, а потом даже живут вместе. Мегги очень любит детей Дерека, она добрая и открытая, работает успешно, но личная жизнь не складывается. Девушка очень нелегко сходится с людьми, завести отношения ей очень трудно. Её привлекает красавчик Эндрю ДеЛюка, они встречаются. Эндрю говорит, что пора заявить об их отношениях открыто, надеясь, что Мегги бросит его, но она действительно объявляет это. Эндрю растерян, их отношения подходят к концу. Потом Мегги влюбляется в доктора Нэйтана Риггса, кардиохирурга, который работал вместе с Оуэном в Ираке, но не знает как с нему подступиться. Когда Карев чуть не убил ДеЛюку, Мегги спешит в больницу, чтоб поддержать Эндрю как друга, Нэйтан решает, что они всё ещё встречаются. Мегги хочет завоевать его внимание, но безрезультатно. У её приёмной матери обнаруживают рак груди, Эйвери как друг берётся за лечение, но болезнь запущена, и её мама умирает. Злится на Мередит за то, что та скрыла отношения с Риггсом. В конце 13 сезона во время пожара осознаёт, что ей нравится Джексон, Эйприл говорит ей, что он тоже влюблён в неё. Мегги не хочет осложнять и без того сложные отношения с ним, ведь они теперь брат и сестра. Начинает встречаться с Клайфом, биржевым маклером, с которым познакомилась в социальных сетях, но он оказывается женатым. Потом всё-таки сходится с Джексоном, но подозревает, что его отношения с Эйприл не закончились, это оказывается неправдой, и они мирятся. В 15 сезоне их отношения развиваются, Джексон предлагает ей съехаться и признаёт в любви, но в итоге они расстаются, так как их жизненный опыт слишком разный. В 16 сезоне, давая интервью, случайно, рассказывает о родных родителях. Из-за этого во врачебном сообществе поднимается шумиха. В конце 16 сезона на конференции встречает бывшего коллегу Винстона Ндугу и проводит с ним ночь. В 10 серии 17 сезона Винстон делает ей предложение, она соглашается и в конце сезона они женятся.
Эндрю ДеЛюка (Джакомо Джианниотти)
Хирург, интерн больницы «Грей-Слоан Мемориальный госпиталь»
Эндрю появляется в конце 11 сезона, он оказал экстренную помощь на месте нескольким людям во время обрушения тоннеля и на скорой приехал в больницу. Красивый Эндрю привлекает внимание Мегги, и они регулярно спят друг с другом, потом начинают встречаться тайно. Эндрю заинтересован этими отношениями чисто с практической точки зрения, когда он просит Мегги открыто заявить об этих отношениях, то рассчитывает, что девушка откажется, но она это делает. Эндрю не доволен, вскоре они расстались. Он снимет комнату в доме Роббинс. ДеЛюка встретил в баре пьяную Джо и подвёз её домой. Девушка была не в себе, и он боялся оставить её одну. Неожиданно в квартиру возвращается Карев и видит там Эндрю, неправильно истолковав увиденное, Алекс избивает Эндрю до полусмерти. У Эндрю проломлена глазница, есть вероятность потери зрения, а значит его карьера под угрозой, операцию проводит Эйвери, всё проходит удачно. Эндрю подаёт на Карева в суд за причинение тяжких телесных повреждений и после реабилитации возвращается на работу в больницу. На почве общей проблемы — суда — сближается с Джо и влюбляется в неё. Услышав от Аризоны, что она не может нормально работать без Алекса, снимает свои обвинения. В 14 сезоне появляется его сестра, акушер-гинеколог, которая в баре встречает Аризону и спит с ней. Также появляется его бывшая девушка Сэм Белло, с которой они встречались ещё подростками, её берут в группу субинтернов. ДеЛюка снова с ней сходится, но потом опять теряет её — из-за нарушения ПДД Сэм разыскивает миграционная служба, она боится депортации, поэтому Мередит помогает ей скрыться, отправляя работать в Швейцарию к Кристине. Эндрю впадает в депрессию, Мегги зовёт его пожить немного в доме Грей, он берёт больничный и несколько недель не выходит из дома, потом всё-таки возвращается на работу.
В 14 сезоне воссоединяется с сестрой, работающей акушером-гинекологом.
В 15 сезоне начинает отношения с Мередит Грей. Берет на себя ответственность за ее махинацию со страховкой Золы для спасения юной пациентки, его сажают в тюрьму. В 16 сезоне его выпускают, так как всю вину на себя взяла Мередит. Все также работает в Грей Слоан. К концу сезона у него появляются психические отклонения, из-за чего он рвет отношения с Мередит. Спасает жизнь Веберу, из-за чего находится в депрессии. В 17 сезоне все-таки встречает женщину. которая торговала людьми и следит за ней. Благодаря его помощи ловят всю банду, но ДеЛюка получает слишком обширные травмы и умирает.
Кэтрин Эйвери (Дебби Аллен)
Хирург-уролог, учредитель фонда Харпера Эйвери, владелица больницы Грей-Слоан.
Мать Джексона Эйвери, невестка Харпера Эйвери. Одна из лучших хирургов-урологов в мире. Впервые появляется в сериале в 8 сезоне, когда приезжает в Грей-Слоан провести редкую трансплантацию. Недовольна отношения Джексона и Эйприл, особенно их свадьбой, но в итоге смиряется, при условии что Эйприл подпишет брачный договор. Соглашается выкупить основной пакет акций больницы Грей-Слоан, после авиакатастрофы, при условии, что человек фонда станет главой совета директоров. Отдаёт эту должность сыну Джексону. Выходит замуж за Ричарда Веббера. После развода и рождения внучки Харриет очень поддерживает Эйприл, любит нянчиться с малышкой, часто забирает ее к себе. Когда вскрывается скандал с домогательствами Харпера Эйвери, совместно с Джексоном урегулирует все разногласия с пострадавшими женщинами, приносит публичные извинения и упраздняет фонд Эйвери, переименовав его в фонд Кэтрин Фокс (её девичья фамилия). В 15 сезоне у неё обнаруживается рак позвоночника. Карасик и Шепард проводят сложную операцию, полностью удалить опухоль не удаётся, но они сохраняют Кэтрин подвижность и возможность оперировать. Тяжело переживает увольнение Веббера, который пытался защитить Мередит. В 16 сезоне принимает решение развестись с Вебером, а в пылу очередной ссоры покупает больницу Пасифик Норд Вест и забирает Ханта, Вебера и Мегги обратно в Грей Слоан. В 17 сезоне мирятся с Вебером. В конце 17 сезона отдает бразды правления фондом Джексону.

## Второстепенные герои
Элис Грей (Кейт Бертон)
Мать Мередит Грей. Одна из лучших женщин-хирургов. Специализировалась на общей хирургии. Долгое время имела связь с Ричардом Веббером, в результате этого прогнала мужа. Позднее Ричард ушёл от неё, и она пыталась покончить жизнь самоубийством, вскрыв вены. Её спасла 5-летняя Мередит, позвонив 911 после того, как Элис потеряла сознание. В больнице ей диагностировали вторую беременность, и после этого она тайно выносила второго ребёнка и отдала на удочерение, не сказав ни слова отцу девочки — Вебберу. Вела множество дневников, где описывали различные хирургические случаи в её практике. Ушла из хирургии из-за болезни Альцгеймера. Однажды к ней вернулось сознание и она назвала Мередит заурядной, чем показала своё разочарование в ней. Умирает в день когда Мередит чуть не утонула, появившись до этого в её сне и сказав, что всё-таки не считает её заурядной.
Тэтчер Грей (Джефф Перри)
Бывший муж Элис Грей и отец Мередит. Ушёл из семьи, когда Мередит было 5 лет. Женился второй раз на Сьюзан Грей. Отец Лекси Грей и Молли Грей-Томпсон. В пятнадцатом сезоне умирает от рака.
Доктор Сидни Хэрон (Кали Роча)
Хирург, ординатор больницы «Сиэтл Грейс». Ученица Миранды Бейли. Заменяла её, пока та была беременна. Не нравилась интернам.
Такер Джонс(Кресс Уильямс)
Бывший муж Миранды Бейли, отец её сына. Ругался на жену из-за её работы.
Бен Уорен (Джейсон Джордж)
Анестезиолог. Муж Миранды Бейли. В 12 сезоне входит в основной ансамбль. В 9 сезоне начинает ординатуру в «Грей-Слоан Мемориальная больница». После назначение Миранды заведующей испытывает постоянное давление с её стороны по поводу работы. Из-за Бена умирает беременная женщина и её ребёнок, потому что Бен сам проводит кесарево сечение в коридоре больницы, он не смог добраться до операционной — двери по всей больнице были заблокированы системой охраны. За это его отстраняют от операций на полгода. Однако Бен успешно делает Эйприл экстренное кесарево сечение прямо на обеденном столе в доме Мередит чтоб спасти ребёнка Эйприл и Джексона, потом помогает доставить мать и ребёнка в больницу. Когда Бейли становится шефом хирургии и в больнице появляется Минник, которая отстаивает права ординаторов на самостоятельные операции, Бен оказывается между трёх огней — его жена, которая ведёт собственную политику; его друзья-врачи, которые недовольны работой Миник; коллеги-ординаторы, которые только выиграют, если Миник успешно внедрит новую систему обучения ординаторов. Бену тяжело принять чью-либо сторону, поэтому он старается держаться подальше и помалкивать. В 14 сезоне решает стать пожарным, потому что хочет попробовать спасать жизни не только в операционной, и устраивается в пожарный участок. В 16 сезоне узнает, что они с Бейли ждут ребенка. Поддерживает решение Бейли усыновить 18-летнего пациента больницы, когда у Бейли случается выкидыш. В 17 сезоне у него обнаружилась опухоль, которую удачно удалили. В 5 серии 18 сезона происходит взрыв на газопроводе, в результате которого погибает коллега Бена. Последним его желанием было удочерение Беном и Бейли его маленькой дочери. Они это сделали.
Денни Дуккет (Джеффри Дин Морган)
Жених Иззи, пациент больницы Сиетл Грейс. Умер предположительно от тромба после операции на сердце. Появляется в пятом сезон в качестве галлюцинации Иззи и помогает ей понять что она больна раком.
Дилан Янг (Кайл Чендлер)
Сапёр, спасший Мередит от бомбы, который потом сам же на ней подорвался. Мередит видит его и Денни Дуккета, когда находится на грани клинической смерти.